# Campionato mondiale di Formula 1 1984
Il campionato mondiale di Formula 1 1984 organizzato dalla FIA è stato, nella storia della categoria, il 35° ad assegnare il campionato piloti e il 27° ad assegnare il campionato costruttori. È iniziato il 25 marzo e terminato il 21 ottobre, dopo 16 gare, una in più della stagione precedente. Il titolo dei piloti è andato, per la terza volta, a Niki Lauda e il titolo costruttori, per la seconda volta, alla McLaren. A partire da questa stagione tutte le gare per vetture di Formula 1 sono valide per il titolo mondiale.

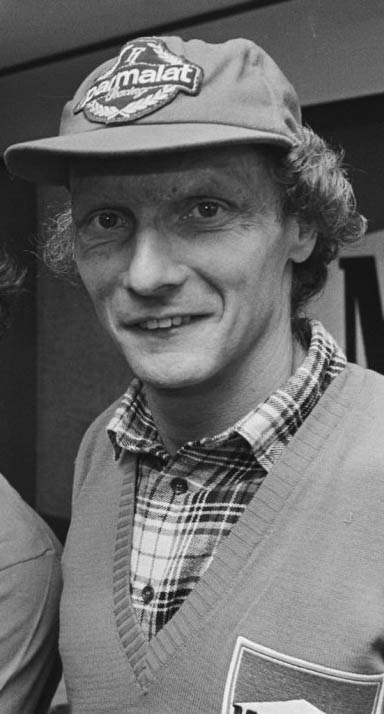
Niki Lauda si aggiudicò, per la terza volta, il titolo piloti. Il margine di mezzo punto, sul compagno di team, Alain Prost, è il più piccolo della storia del mondiale.

## La pre-stagione

### Calendario
Prima del Gran Premio d'Italia 1983, venne presentata la prima bozza di calendario per il 1984. Il campionato sarebbe iniziato il 26 febbraio, col Gran Premio del Brasile; il Gran Premio del Sudafrica sarebbe stato anticipato in primavera, così come il Gran Premio del Belgio, portato da maggio ad aprile. Il Gran Premio di Gran Bretagna sarebbe tornato a Brands Hatch; saltato il Circuito di Long Beach, venivano inserite altre due gare nel Stati Uniti d'America: una a Dallas in estate, e una, da disputarsi a New York o Miami, quale ultima prova della stagione.
All'epoca del Gran Premio del Sudafrica 1983 la FISA modificò la prima bozza di calendario per la stagione 1984; l'esordio era previsto il 26 febbraio, sempre col Gran Premio del Brasile, ma la fine era portata al 7 ottobre con quello d'Europa, previsto al Nürburgring. A novembre la FISA decise di posticipare l'inizio della stagione al 25 marzo, sempre col Gp del Brasile, al fine di spostare ad aprile la seconda gara, quella del Sudafrica, per dare più tempo agli organizzatori di quest'ultima di sistemare la pista. Il calendario venne confermato il 24 novembre.
L'8 dicembre 1983 Bernie Ecclestone firmò col sindaco di Fuengirola l'accordo per portare il Gran Premio di Spagna nuovamente nel campionato, su un tracciato disegnato tra le vie della città spagnola, da disputarsi il 7 ottobre, in luogo del Gp d'Europa. L'accordo aveva durata di 5 anni. In realtà, pochi giorni dopo, la FISA confermò lo svolgimento del Gran Premio d'Europa, nella data prevista. A fine dicembre Ecclestone annunciò un nuovo accordo, per lo svolgimento del un Gran Premio d'Ungheria, sempre per la data del 7 ottobre. La gara spagnola venne indicata come prima riserva, dalla Federazione Internazionale.
In seguito saltò, definitivamente, la possibilità di correre a New York, e il 1º febbraio 1984 la FOCA perfezionò l'accordo con gli organizzatori del Gp di Spagna, spostandolo al 21 ottobre. Anche la gara spagnola però non si concretizzò, tanto che a giugno venne fissato, per il 21 ottobre, il Gran Premio del Portogallo. Dal 1958 il Mondiale di Formula 1 non effettuava la sua gara conclusiva in Europa.
| Gara | Nome ufficiale del gran premio              | Circuito                     | Sede                      | Data        | Ora    | Ora   | Ora   | Diretta TV             |
| Gara | Nome ufficiale del gran premio              | Circuito                     | Sede                      | Data        | Locale | UTC   | ITA   | Diretta TV             |
| ---- | ------------------------------------------- | ---------------------------- | ------------------------- | ----------- | ------ | ----- | ----- | ---------------------- |
| 1    | Grande Prêmio do Brasil                     | Circuito di Jacarepaguá      | Rio de Janeiro            | 25 marzo    | 13:00  | 16:00 | 17:00 | Rai 2 / Telemontecarlo |
| 2    | National Panasonic South African Grand Prix | Circuito di Kyalami          | Midrand                   | 7 aprile    | 15:30  | 13:30 | 14:30 | Rai 1 / Telemontecarlo |
| 3    | Grote Prijs van Belgie                      | Circuito Terlaemen           | Heusden-Zolder            | 29 aprile   | 14:30  | 13:30 | 14:30 | Rai 2 / Telemontecarlo |
| 4    | Gran Premio di San Marino                   | Autodromo Dino Ferrari       | Imola                     | 6 maggio    | 14:30  | 13:30 | 14:30 | Rai 2 / Telemontecarlo |
| 5    | Grand Prix de France                        | Circuito di Digione-Prenois  | Prenois                   | 20 maggio   | 14:30  | 13:30 | 14:30 | Rai 2 / Telemontecarlo |
| 6    | Grand Prix Automobile de Monaco             | Circuito di Monte Carlo      | Monaco                    | 3 giugno    | 16:15  | 15:15 | 16:15 | Rai 2 / Telemontecarlo |
| 7    | Grand Prix Labatt du Canada                 | Circuit Gilles Villeneuve    | Montréal                  | 17 giugno   | 13:00  | 18:00 | 19:00 | Rai 2 / Telemontecarlo |
| 8    | United States Grand Prix East               | Circuito di Detroit          | Detroit                   | 24 giugno   | 13:15  | 18:15 | 19:15 | Rai 2 / Telemontecarlo |
| 9    | United States Grand Prix                    | Circuito Fair Park           | Dallas                    | 8 luglio    | 11:00  | 17:00 | 18:00 | Rai 2 / Telemontecarlo |
| 10   | John Player Special British Grand Prix      | Circuito di Brands Hatch     | West Kingsdown            | 22 luglio   | 14:45  | 13:45 | 15:45 | Rai 2 / Telemontecarlo |
| 11   | Großer Preis von Deutschland                | Hockenheimring               | Hockenheim                | 5 agosto    | 14:30  | 13:30 | 14:30 | Rai 2                  |
| 12   | Holiday Großer Preis von Österreich         | Österreichring               | Spielberg bei Knittelfeld | 19 agosto   | 14:30  | 13:30 | 14:30 | Rai 2                  |
| 13   | Grote Prijs van Nederland                   | Zandvoort Park               | Zandvoort                 | 26 agosto   | 15:00  | 14:00 | 15:00 | Rai 2 / Telemontecarlo |
| 14   | Gran Premio d'Italia                        | Autodromo nazionale di Monza | Monza                     | 9 settembre | 15:00  | 14:00 | 15:00 | Rai 2 / Telemontecarlo |
| 15   | Grosser Preis von Europa                    | Nürburgring                  | Nürburg                   | 7 ottobre   | 14:30  | 13:30 | 14:30 | Rai 2                  |
| 16   | Grande Prémio de Portugal                   | Circuito di Estoril          | Cascais                   | 21 ottobre  | 14:30  | 14:30 | 15:30 | Rai 2 / Telemontecarlo |

### Accordi e fornitori

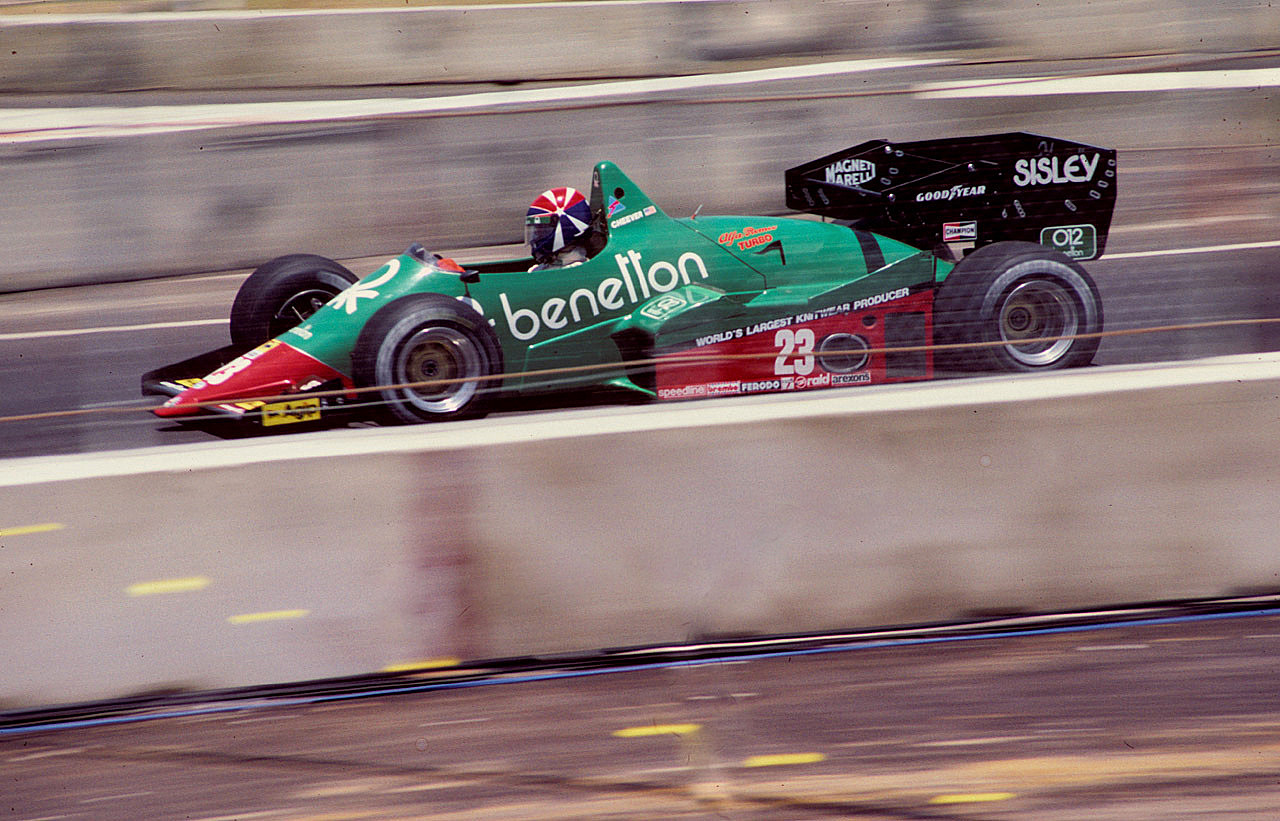
La livrea dell'Alfa Romeo si tinse di rosso e verde per il passaggio allo sponsor Benetton.

Tutti i team che ancora non disponevano di motori turbo andarono alla ricerca di questa soluzione tecnica.
La scuderia italiana Osella ebbe a disposizione, nel 1984, un motore turbo dell'Alfa Romeo. La Ligier passò invece a quelli della Renault. Il team britannico Spirit, dopo l'abbandono della partnership con la Honda, ottenne il sostegno della Hart, che già motorizzava la Toleman. L'Arrows si accordò con la BMW, battendo così sul tempo la Tyrrell, che tentò di trovare un accordo con la Porsche, ma senza esito, tanto che la scuderia dovette accontentarsi ancora dei tradizionali motori a pressione atmosferica della Cosworth.
La Benetton abbandonò la sua sponsorizzazione della Tyrrell e si legò, con un contratto annuale, e opzione per il secondo, con l'Alfa Romeo. La livrea della casa milanese divenne rosso-verde.
La casa francese Michelin decise di limitare il numero di team forniti con i propri pneumatici: si limitò a Renault, Brabham, McLaren e Ligier. La casa statunitense Goodyear presentò, per la prima volta, degli pneumatici radiali, che vennero forniti a Ferrari, Williams, Lotus, Tyrrell, Arrows e Alfa Romeo; le altre scuderie si appoggiarono alla Pirelli.

## Scuderie e piloti

### Scuderie
Rispetto alla stagione 1983 l'unico cambiamento fu la sparizione della Theodore Racing, che abbandonò il campionato, per concentrarsi sulle gare statunitensi CART. Anche la RAM ebbe delle difficoltà a confermare la partecipazione al campionato, ma grazie all'arrivo dello sponsor Skoal Bandit, poté competere nel 1984.

### Piloti

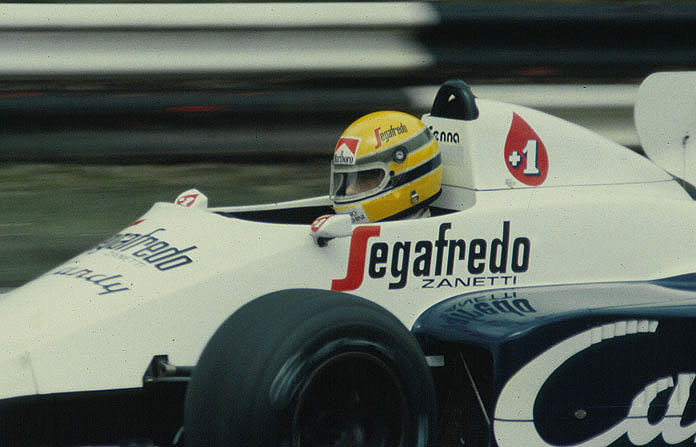
Ayrton Senna debuttò in F1, nel 1984, al volante di una Toleman.

All'indomani del Gran Premio d'Europa 1983 la Scuderia Ferrari annunciò che Michele Alboreto, pilota impegnato con la Tyrrell, avrebbe sostituito Patrick Tambay, a partire dalla stagione 1984. Era il primo italiano a correre nel mondiale di F1 per la casa italiana dal Gran Premio degli Stati Uniti d'America 1973, quando la Ferrari aveva schierato Arturo Merzario. Tambay trovò un ingaggio alla Renault, dove sostituì Alain Prost. Il vicecampione del mondo 1983 tornò alla McLaren, ove aveva corso nel 1980, ma da cui era partito per i non buoni rapporti con Teddy Mayer, patron del team. La trattativa vide coinvolta anche la Marlboro, sponsor della scuderia. La scuderia francese completò la coppia di piloti col britannico Derek Warwick, impegnato nel 1983 con la Toleman.
La Toleman, a sua volta, fece esordire il brasiliano Ayrton Senna; nel corso del 1983 Senna aveva svolto i primi test con la Williams, e con la McLaren. Già dal mese di giugno, però, Senna intratteneva stretti contatti con Bernie Ecclestone, patron della Brabham. Il suo ingaggio venne però bloccato dalla Parmalat, sponsor principale della scuderia, che voleva un pilota italiano come seconda guida. Senna dovette allora accettare la proposta di Alex Hawkridge della Toleman, che gli offrì un contratto da 100.000 sterline. L'altro pilota fu il venezuelano Johnny Cecotto, ex pilota della Theodore.  La Brabham ingaggiò così Teo Fabi; il milanese aveva già corso in F1 nel 1982 con la Toleman, prima di passare alla CART statunitense; l'accordo prevedeva che Fabi continuasse a correre nelle gare americane e che, in caso di impegni concomitanti, venisse sostituito dal fratello Corrado, anch'egli pilota.
La Ligier cambiò la coppia di piloti; fece esordire, dopo due sole stagioni in Formula 3, François Hesnault; al suo fianco venne ingaggiato l'esperto Andrea De Cesaris, che non aveva rinnovato con l'Alfa Romeo. La RAM portò all'esordio un altro pilota francese, Philippe Alliot, con esperienze in F2. La scuderia britannica avrebbe dovuto schierare solo un pilota, ma poi iscrisse anche Jonathan Palmer che aveva già disputato il Gran Premio d'Europa 1983 con la Williams e aveva vinto il Campionato europeo di Formula 2 1983.

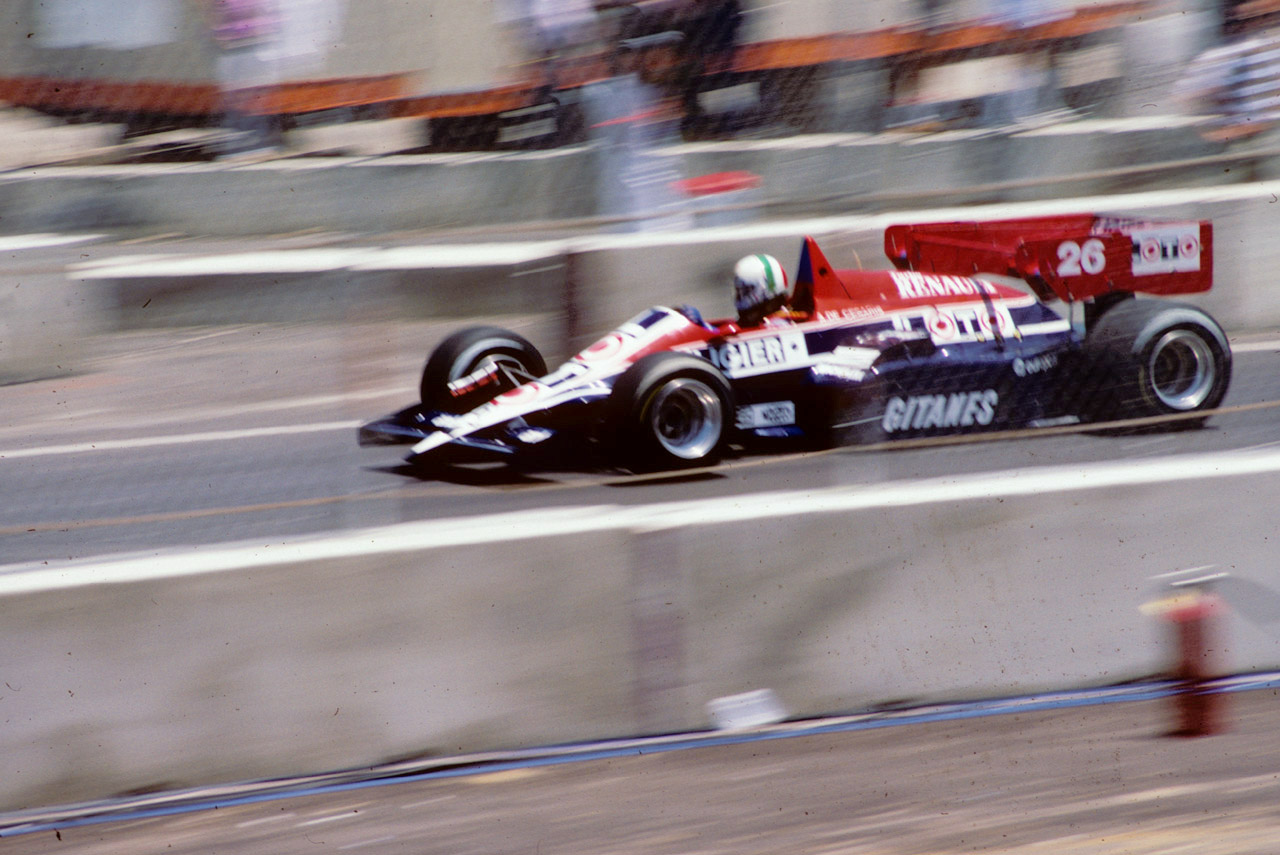
Andrea De Cesaris guidò in stagione alla Ligier.

Emerson Fittipaldi fu vicino al rientro in F1: testò un'Alfa Romeo e una Spirit, ma preferì rivolgersi alle gare nordamericane. Il team italiano ingaggiò così Riccardo Patrese, che veniva dalla Brabham, dove fece coppia con Eddie Cheever, in uscita dalla Renault. La Tyrrell iscrisse Martin Brundle, giovane pilota britannico proveniente dalla F3, come Senna. Per l'altro volante venne confermato lo statunitense Danny Sullivan che però venne sostituito, prima dell'inizio della stagione, da Stefan Bellof. Il tedesco, anch'egli esordiente in F1, era stato già iscritto a qualche gara del 1983 senza però mai prendere parte alle corse. Bellof, assieme a Senna e Brundle, ebbe la possibilità di fare alcuni test con la McLaren, ma la Rothmans gli vietò però di passare ad un team sponsorizzato da un'altra compagnia di tabacchi.
Dal Gran Premio di San Marino l'Osella presentò una seconda vettura, con l'esordio dell'austriaco Jo Gartner, che aveva un contratto per disputare otto gare europee (di cui sette nella seconda parte di stagione). Per il Gran Premio di Monaco Teo Fabi, impegnato nella CART nordamericana, cedette il volante della Brabham al fratello Corrado, che aveva corso l'intera stagione 1983 con l'Osella. La Renault confermò l'impiego di Derek Warwick, pur infortunatosi nella gara precedente. Alla Brabham Corrado Fabi continuò a sostituire, anche nel Gran Premio del Canada, il fratello Teo ancora impegnato in gare del campionato nordamericano CART. Venne confermata anche la presenza di Patrick Tambay alla Renault, feritosi nel precedente Gran Premio di Monaco. La gara canadese si tenne nello stesso fine settimana della 24 Ore di Le Mans. Ciò impedì la presenza di Jonathan Palmer alla RAM, che lo sostituì con Mike Thackwell; il neozelandese, che stava conducendo il Campionato di F.2, aveva già affrontato la F1 in tre occasioni, nel 1980, qualificandosi nel Gp di Montreal, con una Tyrrell.
Per la stessa ragione anche Mauro Baldi mancò l'appuntamento di Montreal, sostituito dalla Spirit con l'olandese Huub Rothengatter esordiente nel mondiale di F1. A Detroit Teo Fabi, dopo aver saltato due gare per contemporanei impegni nella serie nordamericana, tornò al volante della Brabham in luogo del fratello Corrado. Anche Jonathan Palmer, che non aveva disputato la gara del Canada in quanto impiegato nella 24 Ore di Le Mans, rientrò nel mondiale quale pilota della RAM. Nella gara successiva, a Dallas, Corrado Fabi prese di nuovo il posto del fratello Teo alla Brabham.

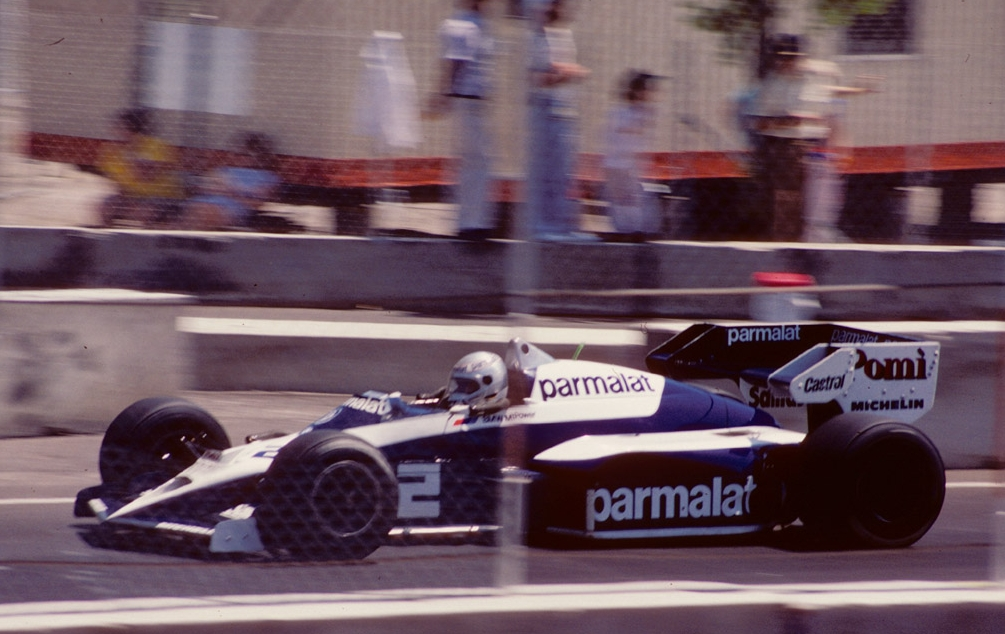
Corrado Fabi sostituì in alcune gare, alla Brabham, il fratello Teo.

Dal Gran Premio di Gran Bretagna Teo Fabi tornò al volante della Brabham al posto del fratello Corrado. La Tyrrell decise di sostituire l'infortunato Martin Brundle con lo svedese Stefan Johansson. Johansson aveva corso 6 gare con la Spirit nel 1983, e tra il 1980 e il 1981 aveva tentato in qualche occasione di qualificarsi, senza successo, con Shadow e March. L'Osella iscrisse una seconda vettura, per Jo Gartner. Dalla gara seguente in Germania, la Toleman impiegò solo una vettura per Ayrton Senna, decidendo di non sostituire l'infortunato Cecotto. In questa gara la Tyrrell sostituì Stefan Bellof, impegnato nella 1000 km di Mosport, col neozelandese Mike Thackwell, neocampione della Formula 2. Thackwell aveva già disputato, in stagione, il GP del Canada con la RAM. Bellof rientrò dalla gara successiva, in Austria, ove fece il suo esordio in F1 il pilota locale Gerhard Berger allora impegnato nella F3 europea. Berger gareggiò con l'ATS, ma non corse in Olanda.
La Toleman, per il Gran Premio d'Italia, sospese il proprio pilota Ayrton Senna, in quanto aveva firmato un contratto con la Lotus per la stagione seguente, rendendo noto il tutto al termine del Gran Premio d'Olanda. Il brasiliano ribatté di non aver commesso nessun atto illecito, in quanto nel contratto con il team britannico era presente una clausola che gli consentiva di liberarsi per passare a una scuderia diversa, con una penale di 100.000 sterline. Senna incaricò anche alcuni avvocati per riuscire a convincere la Toleman a farlo correre a Monza. Per il 1985 Senna era stato avvicinato anche dalla Brabham (ove però Nelson Piquet pose un veto al suo arrivo) e dalla McLaren, nel caso Niki Lauda fosse passato alla Renault.
Il posto di Senna venne preso dallo svedese Stefan Johansson (in arrivo proprio dalla Tyrrell), mentre, su una seconda vettura, riproposta in questa gara per la prima volta dopo l'incidente di Johnny Cecotto al GP di Gran Bretagna, fece il proprio esordio Pierluigi Martini. Martini aveva vinto il Campionato europeo di F3 nel 1983. All'ATS si rivide Gerhard Berger, al quale venne affidata la seconda vettura, dopo l'esordio in Austria. All'austriaco venne confermata la presenza fino a fine stagione.
Prima del Gran Premio d'Europa la Toleman e Ayrton Senna trovarono un accordo per far terminare la stagione al brasiliano. Stefan Johansson venne confermato sulla seconda vettura della scuderia britannica, firmando anche un accordo per due anni. Alla Spirit Mauro Baldi riprese il suo volante, sostituendo Huub Rothengatter. La Spirit cercò di iscrivere anche una vettura per il pilota francese di Formula 2 Pascal Fabre, a cui la FISA però nego la Superlicenza.
All'ATS il patron Gunther Schmidt decise di affidare l'unica monoposto presente a Gerhard Berger, al posto di Manfred Winkelhock. Quest'ultimo si presentò al circuito minacciando di far sequestrare il materiale della scuderia, non essendo ancora stato pagato il suo stipendio. La scuderia versò l'importo presso un tribunale di Mannheim.
Per il Gran Premio del Portogallo la Renault iscrisse una terza vettura (che non avrebbe potuto però iscrivere punti iridati), affidata al pilota collaudatore della scuderia francese, Philippe Streiff, al suo esordio nel mondiale di F1. Streiff aveva corso, nella stagione, in Formula 2. Era la prima volta che la casa francese faceva correre più di due vetture in uno stesso gran premio. Anche la McLaren iscrisse una terza vettura, per Stefan Bellof, in uscita dalla Tyrrell. In questo caso però l'ingaggio fu abbandonato. La Spirit cercò di far correre di nuovo Huub Rothengatter, già impegnato in diverse gare della stagione, ma l'iscrizione venne rifiutata, in quanto giunta troppo tardi. Al venerdì Teo Fabi dovette abbandonare il circuito per la perdita del padre. La Brabham, non potendo ricorre al fratello Corrado, impiegato in stagione al posto di Teo, scelse per la seconda vettura Manfred Winkelhock, appiedato dall'ATS.

### Tabella riassuntiva
I seguenti piloti e costruttori presero parte al campionato del mondo di Formula 1 nella stagione 1984.
| Team                            | Costruttore | Telai        | Motore                          | Gomme | No    | Piloti             |
| ------------------------------- | ----------- | ------------ | ------------------------------- | ----- | ----- | ------------------ |
| MRD International               | Brabham     | BT53         | BMW M12/13                      | M     | 1     | Nelson Piquet      |
| MRD International               | Brabham     | BT53         | BMW M12/13                      | M     | 2     | Teo Fabi           |
| MRD International               | Brabham     | BT53         | BMW M12/13                      | M     | 2     | Corrado Fabi       |
| MRD International               | Brabham     | BT53         | BMW M12/13                      | M     | 2     | Manfred Winkelhock |
| Tyrrell Racing Organisation     | Tyrrell     | 012          | Ford Cosworth DFY               | G     | 3     | Martin Brundle     |
| Tyrrell Racing Organisation     | Tyrrell     | 012          | Ford Cosworth DFY               | G     | 3     | Stefan Johansson   |
| Tyrrell Racing Organisation     | Tyrrell     | 012          | Ford Cosworth DFY               | G     | 4     | Stefan Bellof      |
| Tyrrell Racing Organisation     | Tyrrell     | 012          | Ford Cosworth DFY               | G     | 4     | Mike Thackwell     |
| Williams Grand Prix Engineering | Williams    | FW09 FW09B   | Honda RA163E                    | G     | 5     | Jacques Laffite    |
| Williams Grand Prix Engineering | Williams    | FW09 FW09B   | Honda RA163E                    | G     | 6     | Keke Rosberg       |
| Marlboro McLaren International  | McLaren     | MP4/2        | TAG Porsche P01                 | M     | 7     | Alain Prost        |
| Marlboro McLaren International  | McLaren     | MP4/2        | TAG Porsche P01                 | M     | 8     | Niki Lauda         |
| Skoal Bandit Formula 1 Team     | RAM         | 01B 02       | Hart 415T                       | P     | 9     | Philippe Alliot    |
| Skoal Bandit Formula 1 Team     | RAM         | 01B 02       | Hart 415T                       | P     | 10    | Jonathan Palmer    |
| Skoal Bandit Formula 1 Team     | RAM         | 01B 02       | Hart 415T                       | P     | 10    | Mike Thackwell     |
| John Player Team Lotus          | Lotus       | 95T          | Renault EF4B                    | G     | 11    | Elio De Angelis    |
| John Player Team Lotus          | Lotus       | 95T          | Renault EF4B                    | G     | 12    | Nigel Mansell      |
| Team ATS                        | ATS         | D7           | BMW M12/M13                     | P     | 14    | Manfred Winkelhock |
| Team ATS                        | ATS         | D7           | BMW M12/M13                     | P     | 14    | Gerhard Berger     |
| Team ATS                        | ATS         | D7           | BMW M12/M13                     | P     | 31    | Gerhard Berger     |
| Equipe Renault Elf              | Renault     | RE50         | Renault EF4                     | M     | 15    | Patrick Tambay     |
| Equipe Renault Elf              | Renault     | RE50         | Renault EF4                     | M     | 16    | Derek Warwick      |
| Equipe Renault Elf              | Renault     | RE50         | Renault EF4                     | M     | 33    | Philippe Streiff   |
| Barclays Nordica Arrows BMW     | Arrows      | A6 A7        | Ford Cosworth DFV BMW M12/13    | G     | 17    | Marc Surer         |
| Barclays Nordica Arrows BMW     | Arrows      | A6 A7        | Ford Cosworth DFV BMW M12/13    | G     | 18    | Thierry Boutsen    |
| Toleman Group Motorsport        | Toleman     | TG183B TG184 | Hart 415T                       | P M   | 19    | Ayrton Senna       |
| Toleman Group Motorsport        | Toleman     | TG183B TG184 | Hart 415T                       | P M   | 19/20 | Stefan Johansson   |
| Toleman Group Motorsport        | Toleman     | TG183B TG184 | Hart 415T                       | P M   | 20    | Johnny Cecotto     |
| Toleman Group Motorsport        | Toleman     | TG183B TG184 | Hart 415T                       | P M   | 20    | Pierluigi Martini  |
| Spirit Racing                   | Spirit      | 101B 101C    | Hart 415T Ford Cosworth DFV     | P     | 21    | Mauro Baldi        |
| Spirit Racing                   | Spirit      | 101B 101C    | Hart 415T Ford Cosworth DFV     | P     | 21    | Huub Rothengatter  |
| Spirit Racing                   | Spirit      | 101B 101C    | Hart 415T Ford Cosworth DFV     | P     | 34    | Pascal Fabre       |
| Spirit Racing                   | Spirit      | 101B 101C    | Hart 415T Ford Cosworth DFV     | P     | 34    | Huub Rothengatter  |
| Benetton Team Alfa Romeo        | Alfa Romeo  | 184T         | Alfa Romeo 890T                 | G     | 22    | Riccardo Patrese   |
| Benetton Team Alfa Romeo        | Alfa Romeo  | 184T         | Alfa Romeo 890T                 | G     | 23    | Eddie Cheever      |
| Osella Squadra Corse            | Osella      | FA1/E FA1/F  | Alfa Romeo 1260 Alfa Romeo 890T | P     | 24    | Piercarlo Ghinzani |
| Osella Squadra Corse            | Osella      | FA1/E FA1/F  | Alfa Romeo 1260 Alfa Romeo 890T | P     | 30    | Jo Gartner         |
| Ligier Loto                     | Ligier      | JS23         | Renault EF4                     | M     | 25    | François Hesnault  |
| Ligier Loto                     | Ligier      | JS23         | Renault EF4                     | M     | 26    | Andrea De Cesaris  |
| Scuderia Ferrari SpA SEFAC      | Ferrari     | 126C4        | Ferrari 031                     | G     | 27    | Michele Alboreto   |
| Scuderia Ferrari SpA SEFAC      | Ferrari     | 126C4        | Ferrari 031                     | G     | 28    | René Arnoux        |

## Circuiti e gare
.

Il tracciato del Circuito Fair Park di Dallas

Fu in pericolo la tenuta del Gran Premio del Sudafrica, che era stata spostata, in calendario, da ottobre ad aprile. Lo sponsor Sun Hotels decise di non sostenere più il gran premio, che venne salvato dall'arrivo di un nuovo finanziatore, la National Panasonic. Anche la situazione del circuito era critica, tanto che la gara poté tenersi solo grazie a una deroga concessa dalla FISA, che impose il rifacimento della zona dei box, quale condizione del permanere della gara in calendario, per la stagione 1985. Anche il Gran Premio di Monaco fu in dubbio: il gran premio venne reinserito nel calendario, per il 1984, solo dopo che l'ACM si era impegnato a rinunciare al contratto con l'ABC. Ciò non avvenne, e il 7 marzo 1984 la FISA inviò una protesta agli organizzatori, intimandoli di versare il 7,5% dei diritti televisivi raccolti nel 1983, prima della gara del 1984, e di rispettare il Patto della Concordia, al fine di essere ammessi al calendario, per il 1985. Poco prima della gara la questione venne portata dinanzi a un tribunale. L'avvocato dell'ACM affermò che il contratto con l'ABC era stato firmato grazie a una dispensa dal Patto della Concordia, e sarebbe durato, inizialmente fino al 31 dicembre 1984, data di scadenza del Patto della Concordia stesso. L'ACM aveva poi prolungato, all'inizio del 1983, il contratto televisivo fino al 1986, prima che FISA e FOCA prolungassero, a loro volta, il Patto della Concordia. Il giudice si disse incompetente della questione.
Il Gran Premio del Belgio, tornò, dopo una sola stagione, e dopo una lunga trattativa con gli organizzatori del Circuito di Spa-Francorchamps, a disputarsi sul Circuito di Zolder, che aveva ospitato la gara dal 1973 fino al 1982, quasi ininterrottamente. Fu l'ultima edizione che si disputò su tale circuito.
Nella solita alternanza tra tracciato inglesi, il Gran Premio di Gran Bretagna si corse a Brands Hatch, che l'anno precedente aveva ospitato il Gran Premio d'Europa. In questa stagione la gara venne invece corsa al rinnovato Nürburgring. La Germania ospitò così, per la prima volta, due gare iridate nello stesso anno. Vi fu alternanza anche fra i circuiti francesi: nel 1984 toccò al Circuito di Digione, alla sua ultima apparizione nel calendario iridato.
La F1 fece tappa, per la prima e unica volta nella sua storia, sul tracciato di Dallas, disegnato all'interno del Fair Park. Lungo oltre tre chilometri e novecento metri, era composto da ben 23 curve, per lo più a gomito. I piloti furono fortemente critici in merito al tracciato. Considerato stretto, tortuoso, con diverse curve cieche e scarse misure di sicurezza, tanto che René Arnoux, pilota della Scuderia Ferrari, lo giudicò del tutto inadeguato a ospitare una gara di F1; Niki Lauda mise in evidenza come il tracciato fosse veloce come una pista permanente, ma che comportasse le problematiche classiche di un tracciato cittadino. Venne criticata anche la FISA per aver permesso la tenuta della gara in un tracciato che, di fatto, non era stato omologato, tramite la tenuta di una gara internazionale, prima dello svolgimento del gran premio. Tale mancanza, per altro, era già accaduta per i tracciati cittadini di Las Vegas e Detroit.
Dopo 24 anni tornò in calendario il Gran Premio del Portogallo, disputato sul Circuito di Estoril. Tracciato costruito nel 1972, aveva ospitato diverse gare valide per il Campionato europeo di F2.

## Riassunto della stagione

### Gran Premio del Brasile
Al via Elio De Angelis fu subito passato da Michele Alboreto, e cedette poi sia a Derek Warwick che a Nigel Mansell. Alain Prost, a causa di un problema al cambio, si trovò nel mezzo del plotone, mentre peggio andò a Nelson Piquet che, fermo in griglia, poté ripartire solo grazie all'aiuto dei commissari. Anche Cecotto ebbe problemi al via, ma prese parte alla gara. Nel corso del primo giro De Angelis fu passato anche da Niki Lauda, che aveva già preso una posizione a Patrick Tambay.
L'austriaco entrò sul podio virtuale già al secondo giro, con un sorpasso su Mansell alla Sul. I problemi all'iniezione di De Angelis proseguirono quando, al quarto passaggio, cedette anche a Tambay e, poco dopo, anche a René Arnoux. L'altro francese, Alain Prost, fu autore di una veloce rimonta: dopo aver, anche lui, passato De Angelis, al nono passaggio entrò in zona punti, superando Arnoux.
Al decimo giro, l'altro pilota della McLaren, Lauda, nell'attaccare Warwick alla Juncão, toccò la vettura del britannico, ma fu comunque capace di completare il sorpasso, ponendosi secondo, alla spalle di Alboreto. Dietro ai primi tre vi era Mansell, che precedeva tre francesi: Tambay, Prost e Arnoux.
Il milanese rimase in vetta fino al giro 12 quando, per un problema ai freni, terminò in testacoda, e dovette cedere due posizioni, facendosi sopravanzare da Lauda e Warwick. Un giro dopo Prost passò Tambay, per il quinto posto. In questo giro Alboreto fu autore di un secondo testacoda, che lo fece sprofondare in graduatoria. Il ferrarista si ritirò al sedicesimo giro; nello stesso giro Alain Prost ebbe la meglio su Mansell.
Al ventiquattresimo passaggio, dopo un primo attacco alla curva Molykote, Prost passò anche Warwick, alla Juncão, ponendosi secondo, alle spalle del compagno di team Lauda. Al giro 27 Tambay si fermò per il cambio gomme: effettuò però un errore di guida, che lo portò in testacoda. Poté ripartire, ma rientrò in gara solo nono.
Tre giri dopo si arrestarono ai box anche Derek Warwick e Nigel Mansell: il primo rientrò in gara sempre terzo, mentre il britannico, a causa della lentezza del pit stop, sprofondò all'ottavo posto. Il pilota della Lotus, grazie alle gomme nuove, fu però in grado di passare Piquet e Rosberg già al giro seguente. Il brasiliano attese il giro 32 per la sua sosta al cambio gomme.
La classifica vedeva al comando sempre il duo della McLaren, davanti a Derek Warwick, Elio De Angelis, Nigel Mansell e Patrick Tambay. Al trentaquattresimo passaggio Piquet abbandonò la gara per la rottura del turbo, mentre De Angelis, dopo il cambio gomme, scese in ottava posizione. Due giri dopo anche Nigel Mansell terminò la sua gara, per un'uscita di pista.
La vetta del gran premio cambiò al giro 38; per un problema elettrico la vettura di Niki Lauda dovette rallentare, e farsi così passare da Prost. Un giro dopo il francese fece il cambio gomme, mentre Lauda fu costretto all'abbandono. Derek Warwick si trovò a condurre una gara di F1, per la prima volta nella sua carriera. Dietro si trovava sempre Alain Prost, che precedeva Patrick Tambay, Keke Rosberg, Elio De Angelis ed Eddie Cheever.
Al giro 51, la rottura della sospensione anteriore sinistra portò al testacoda il leader della gara Warwick, che fu costretto al ritiro. Tornò al comando Prost. Tambay, terzo, scontava un problema grave a una batteria, e cedette, al giro 57, la seconda piazza a Rosberg. Al giro 60 il francese si trovò senza benzina, e venne passato da De Angelis, Cheever e Martin Brundle.
Alain Prost ottenne la sua decima vittoria nel mondiale, mentre Keke Rosberg, secondo, dette alla Honda il primo podio per un suo motore turbo. Brundle chiuse a punti la sua gara d'esordio, anche se poi sarà squalificato per la vicenda riguardante la Tyrrell.

### Gran Premio del Sudafrica
Al via del giro di ricognizione Alain Prost fu costretto a lasciare la sua vettura, per problemi tecnici all'alimentazione, e fu costretto prendere il muletto, regolato per Niki Lauda. Il francese si schierò al via dalla corsia dei box.
In griglia Riccardo Patrese e Philippe Alliot fecero segno di alcuni problemi sulle rispettive monoposto. La procedura di partenza venne interrotta, e la direzione di gara accorciò la corsa di un giro, come era già accaduto nel gran premio precedente.
Al via Nelson Piquet mancò una marcia, facendosi passare da Keke Rosberg; anche Nigel Mansell passò il brasiliano, ma subito, un problema al motore lo fece retrocedere a centro gruppo. Seguivano Niki Lauda, Teo Fabi, le due Renault di Derek Warwick e Patrick Tambay, poi Elio De Angelis, Jacques Laffite e Michele Alboreto. Al termine del primo giro, sul rettilineo dei box, Piquet passò Rosberg per il primo posto, Fabi Lauda, per il secondo, e Alboreto Laffite, per l'ottavo.
Fabi passò il giro seguente anche Rosberg: due Brabham si trovarono così nei primi due posti del gran premio; al quarto giro Rosberg cedette la terza posizione a Lauda. L'austriaco pressò per alcuni giri Fabi, facendogli consumare le gomme. Nel corso del decimo passaggio lo sorpassò, infine, alla Leeukop. Il pilota italiano cambiò gli pneumatici il giro seguente ma, al giro 20, fu poi costretto all'abbandono per un guasto del turbo.
Lauda iniziò a pressare anche Piquet, mentre Rosberg, ora terzo, guidava il plotone di altri piloti, con Derek Warwick che non aveva lo spunto sufficiente per tentare un sorpasso. Nelson Piquet cambiò gli pneumatici, al giro 21: Niki Lauda scalava così in testa. Piquet era sceso sesto, dietro a Rosberg, e le due Renault ed Elio De Angelis. Il brasiliano passò subito De Angelis, mentre, dietro al pilota della Lotus, c'era Alain Prost che, pur partito dalla corsia dei box, aveva rapidamente scalato la classifica. Il francese, al giro 25, passò anche De Angelis.
Grazie alle gomme nuove, Nelson Piquet recuperò su Tambay e Warwick, e poi su Rosberg: al giro 25 il pilota della Brabham era nuovamente secondo. Un giro dopo Prost passò anche Tambay, scalando quinto. Il pilota della Renault cedette ancora, a De Angelis, al ventottesimo giro. Nello stesso giro ci fu il ritiro di Johnny Cecotto, che era sedicesimo, a causa dello scoppio di una gomma anteriore. Il venezuelano riuscì a governare la sua Toleman, senza subire danni.
Al giro 29 dovette abbandonare, ancora per un problema al turbo, l'unica Brabham rimasta in gara, quella di Piquet. Rosberg si trovò di nuovo secondo, con alle spalle però Alain Prost, che aveva passato anche Warwick. Prost si fermò ai box, per la sostituzione degli pneumatici, al giro 31, così come Patrick Tambay. Rientrarono in pista, ruota a ruota, con Prost nono e Tambay decimo. Niki Lauda attese il trentaquattresimo passaggio per il suo cambio gomme: rientrò in pista ancora primo, ma rischiò subito un testacoda, a causa della temperatura, ancora basse, degli pneumatici.
Si infiammò la lotta per la seconda posizione, tra Keke Rosberg, Derek Warwick e Elio De Angelis. Jacques Laffite strappò la quinta posizione ad Alboreto. Roberg si fermò al giro 39, rientrando alle spalle di Prost e Tambay. Un giro dopo anche Warwick effettuò la sosta per il cambio gomme; rientrò nono, dietro a Tambay. De Angelis si ritrovo così al secondo posto, alle spalle di Lauda. Dietro al pilota italiano c'erano Laffite, Alboreto, Prost, Arnoux e Mansell. De Angelis attese fino al giro 40 per la sua sosta. Tornò in pista nono. Un giro dopo abbandonò il gran premio René Arnoux.
Tra il giro 42 e 43 Alain Prost passò Michele Alboreto e Jacques Laffite, portandosi al secondo posto. Al giro 44 Warwick passò Tambay, suo compagno di squadra, per il sesto posto. Elio De Angelis rientrò ai box, per un problema tecnico. Dietro al duo della McLaren, si trovarono così Jacques Laffite, Alboreto, Mansell, Warwick e Tambay.
Derek Warwick passò Mansell, al giro 47, mentre Tambay, a causa del degrado degli pneumatici, fu costretto a una nuova sosta, che lo allontanò dalla zona dei punti. Al giro 51 Warwick passò anche Alboreto: le due vetture si trovarono pari alla Kink, il pilota milanese resistette ma, alla Crowthorne, il britannico sfruttò la miglior traiettoria, e passò davanti. Nigel Mansell e Keke Rosberg si ritirarono al giro 52. Ayrton Senna entrò in zona punti, sesto.
Il brasiliano della Toleman venne però presto passato da Patrick Tambay. Al cinquantaseiesimo giro una foratura costrinse Warwick, quarto, a un nuovo stop ai box. Rientrò in gara sesto. Senna, limitato, per buona parte di gara, da un gusto dello sterzo, cedette diverse posizioni, scalando decimo.
Al giro 61 Laffite perse la ruota anteriore destra alla Barbeque; Alboreto si trovò terzo, ma per poco, venendo passato da Patrick Tambay, dopo un solo giro. Al sessantaquattresimo giro Alboreto cedette anche la quarta piazza, a Warwick. La gara di Tambay, terzo, s'interruppe al giro 67, per mancanza di benzina. Warwick si trovò terzo, davanti ad Alboreto, Patrese, De Cesaris e Senna.
Anche la gara di Michele Alboreto finì con un ritiro: la settantaduesimo passaggio il pilota della Scuderia Ferrari dovette abbandonare, per un problema all'iniezione.
Niki Lauda vinse, per la ventesima volta nel mondiale (la prima dal Gran Premio di Gran Bretagna 1982), davanti ad Alain Prost, unici piloti a pieni giri. Fu la terza doppietta per la McLaren, nella storia del campionato. Derek Warwick, terzo, colse il primo podio, mentre Ayrton Senna, sesto, colse il primo punto iridato

### Gran Premio del Belgio
Al via Michele Alboreto mantenne la testa della corsa, mentre Derek Warwick superò René Arnoux, autore di una brutta partenza, e Keke Rosberg, rimasto praticamente fermo sulla griglia, portandosi così in seconda posizione. Manfred Winkelhock si pose quarto, mentre Nelson Piquet, per evitare il contatto con Rosberg, mise due ruote oltre la pista. Al quinto e sesto posto si posero Elio De Angelis e Riccardo Patrese. Il pilota padovano abbandonò al terzo giro, per un problema all'accensione.
Alboreto cominciò ad imporre un elevato ritmo alla gara, al fine di distanziare gli avversari, con il solo Warwick in grado di seguirlo per alcuni passaggi. Winkelhock, quarto, fungeva un po' da tappo rispetto al resto del gruppo. Al sesto giro uscì di scena anche il leader del mondiale, Alain Prost, che era quinto, costretto al ritiro da un problema allo spinterogeno.
All'ottavo giro Piquet prese la quinta posizione a De Angelis. Nelle retrovie si fece largo Keke Rosberg, che, già al giro 15 era ottavo, dopo aver passato sia Niki Lauda che Patrick Tambay. Il finlandese, al giro 22, passò anche Eddie Cheever. Ancora un giro, e Piquet strappò la quarta piazza a Winkelhock, avvicinandosi poi ad Arnoux. Al giro 24 De Angelis cedette prima a Rosberg, che entrò così in zona punti, poi a Cheever.
Al venticinquesimo passaggio René Arnoux, ormai con le gomme consumate, si fece passare da Piquet, prima di raggiungere i box, per il cambio degli pneumatici. I meccanici ebbero però delle lentezze nel completare l'operazione, che durò diciannove secondi, col francese che rientrò in gara solo tredicesimo. Tra il ventiseiesimo e ventisettesimo giro Winkelhock venne passato sia da Rosberg che da Cheever. L'italoamericano dell'Alfa Romeo fu però subito costretto al ritiro.
Michele Alboreto controllava la gara sempre al comando, davanti a Derek Warwick, Nelson Piquet, Keke Rosberg, Manfred Winkelhock, Elio De Angelis, Andrea De Cesaris e Stefan Bellof. Piquet, autore al giro 32 di un errore di guida alla Bolderbergbocht, subì il sorpasso da parte di Rosberg.
Warwick effettuò la sua sosta, per il cambio gomme, al trentaquattresimo giro; rientrò in gara terzo, alle spalle di Rosberg. Nello stesso giro si fermò anche Winkelhock. La sosta del tedesco fu più lunga, tanto che tornò in gara solo al dodicesimo posto. Il leader della gara, Alboreto, si fermò al giro 39, ripartendo sempre in testa. Al giro 37, intanto, si era ritirato Lauda, a causa di un problema con la pompa dell'acqua; al giro 41, Manfred Winkelhock, autore fino a quel punto di un'ottima prova, abbandonò il gran premio per un guasto elettrico.
Al quarantaquattresimo giro Keke Rosberg andò al pit stop, rientrando in gara sesto, mentre si ritirò De Cesaris, per un'uscita di pista, senza conseguenze per il pilota. Alboreto comandava davanti a Warwick, Piquet, De Angelis (in crisi con gli pneumatici), Bellof, Rosberg e Arnoux. Il francese della Ferrari, al giro 55, riuscì a passare prima Rosberg, poi Bellof e infine De Angelis, portandosi al quarto posto. Il giro dopo anche Rosberg fu capace di un doppio sorpasso, su Bellof e su De Angelis.
Arnoux entrò sul podio virtuale, passando Piquet, al giro 60, alla Bolderberg. Stefan Bellof si fermò ai box, per il cambio gomme, al giro 61, rientrando in gara settimo. Piquet cedette la sua quarta posizione a Rosberg, al giro 64. Un giro dopo Arnoux fu autore di un testacoda alla Kanaal Bocht: fu capace di ripartire, ma dopo essere stato passato sia da Rosberg che da Piquet. Il francese recuperò però la terza posizione: al giro 67 esplose il motore sulla Brabham di Nelson Piquet, mentre, nell'ultimo giro, Keke Rosberg si fermò, per la mancanza di benzina.
Michele Alboreto vinse la sua prima gara in Ferrari, davanti a Warwick e Arnoux. Completarono la zona dei punti Rosberg, comunque classificato, poi Elio De Angelis e Stefan Bellof. Il tedesco sarà poi squalificato per i fatti che coinvolsero la Tyrrell.

### Gran Premio di San Marino
Alain Prost e Nelson Piquet ebbero una buona partenza, col francese che già al Tamburello si ritrovò al comando della gara. Rosberg ebbe invece dei problemi e finì per bloccare i piloti partiti dietro di lui. Niki Lauda mancò una marcia al via e perse diverse posizioni. Jonathan Palmer, invece, rimase fermo sulla griglia e poté partire solo grazie all'intervento dei commissari. Sempre nel primo giro si ritirarono François Hesnault, dopo un contatto con Laffite, e Patrick Tambay, che alla Tosa fu tamponato da Eddie Cheever.
Al termine del giro, dietro a Prost e Piquet, si trovavano Derek Warwick, René Arnoux, Manfred Winkelhock, seguiti da tre piloti italiani: Alboreto, Patrese e De Angelis. Al terzo giro Alboreto passò anche Winkelhock. Il pilota tedesco funse un po' da tappo per i piloti alle sue spalle, mentre Patrese, afflitto da un guaio al motore, si ritirò al giro 7.
Niki Lauda passò Winkelhock al giro 8, e iniziò ad avvicinarsi alle due Ferrari. Al dodicesimo giro l'austriaco della McLaren attaccò Alboreto alla Villeneuve, ma il pilota milanese fu capace di tenere la posizione, solo fino alla Piratella, quando Lauda completò il sorpasso. Ancora un giro, e Lauda passò anche Arnoux.
L'austriaco sembrava poter, velocemente, riportarsi nelle posizioni comando, quando, al giro 16 abbandonò per una rottura del motore. Nello stesso giro Teo Fabi prese la sesta posizione a Winkelhock.
Prost comandava la gara in tranquillità, quando, al giro 20, un problema ai freni lo mandò in testacoda. Il francese riuscì a salvare la vettura e a proseguire il gran premio al comando. Un giro dopo René Arnoux effettuò la sua sosta, rientrando in gara sesto. Al venticinquesimo giro ci fu il ritiro dell'altro ferrarista, Alboreto, per un problema al propulsore.
Nelson Piquet, al giro 27, passò Warwick, installandosi al secondo posto. Poco dopo, Elio De Angelis, sesto, effettuò la sosta per il cambio gomme, rientrando solo decimo in gara. Per il leader della gara, Prost, la sosta giunse al trentesimo passaggio. Non perse il comando al rientro in gara. Dopo Nelson Piquet, secondo, si trovavano Derek Warwick e René Arnoux, che al giro 31 aveva passato Fabi. Seguivano Andrea De Cesaris, Martin Brundle ed Elio De Angelis.
Warwick decise di abbassare la pressione del turbo, per limitare i consumi, ma questo penalizzò il cambio, che perse la quarta marcia. Ciò lo portò a cedere, al giro 40, il terzo posto ad Arnoux, che lo passò al Tamburello. Al quarantanovesimo giro si ritirarono le due Brabham di Piquet e Fabi, entrambe per problemi al turbo. Arnoux scalò secondo, mentre De Cesaris si trovò quarto, seguito da De Angelis, Cheever, Bellof e Brundle.
I problemi di Warwick proseguirono, tanto che cedette la terza posizione a Andrea De Cesaris, al giro 51, e la quarta a Elio De Angelis, un giro dopo. Dopo il cambio gomme, al giro 56, Stefan Bellof cedette la settima posizione al compagno di team, Martin Brundle. La gara del britannico s'interruppe poco dopo, per la rottura di un tubo dell'alimentazione.
A un giro dal termine Andrea De Cesaris si ritirò per l'assenza di benzina, venendo passato da diversi piloti. Nell'ultimo giro si trovarono senza benzina anche Eddie Cheever ed Elio De Angelis, che mantenne però il terzo posto.
Alain Prost vinse per l'undicesima volta nel mondiale, davanti a René Arnoux ed Elio De Angelis. Vennero poi classificati Derek Warwick, Stefan Bellof, Thierry Boutsen ed Eddie Cheever. Bellof sarà poi squalificato per i fatti riguardanti la Tyrrell.

### Gran Premio di Francia

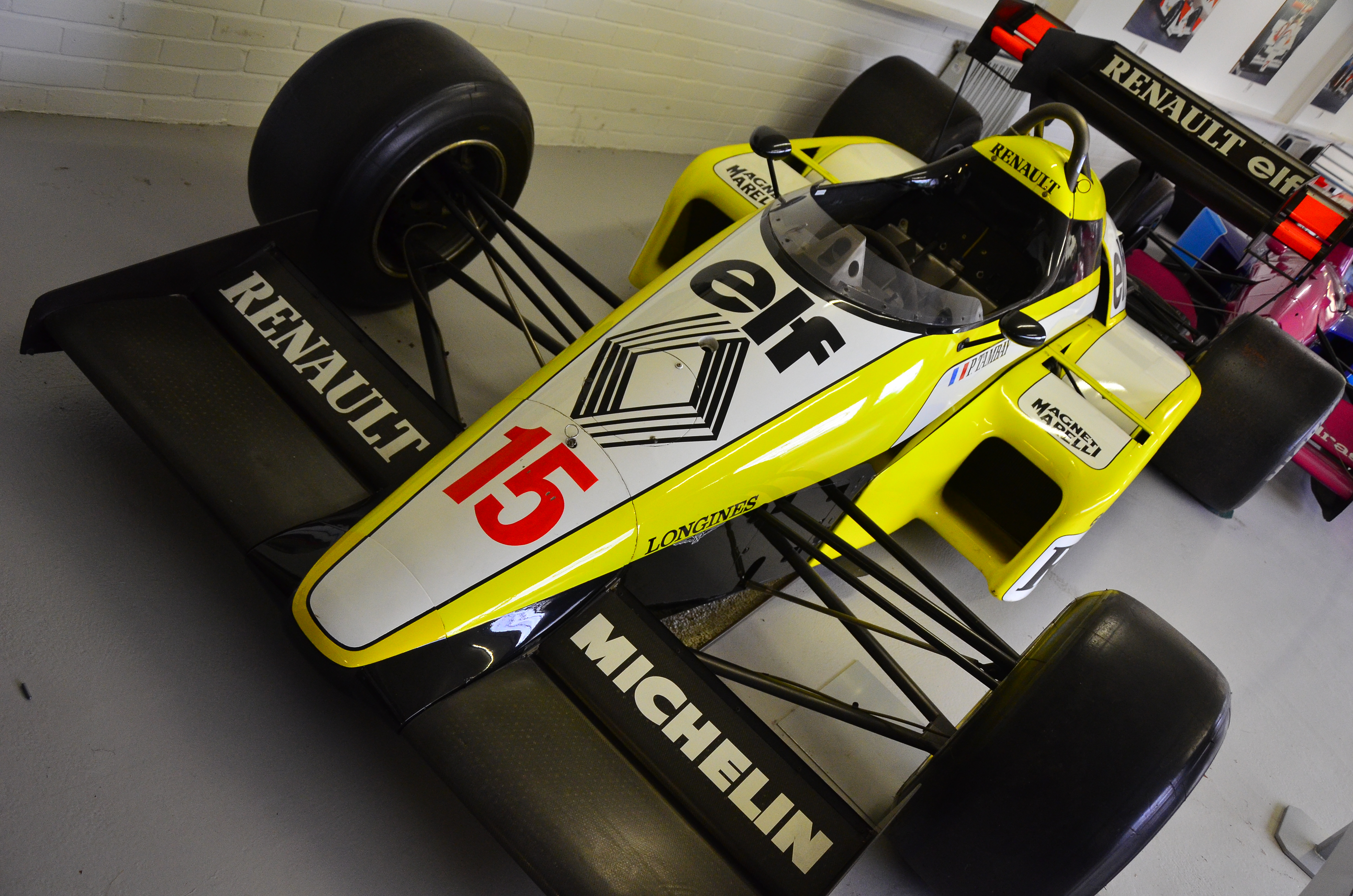
La Renault RE50 che permise a Patrick Tambay di conquistare la pole position al Gran Premio di Francia.

Al via Patrick Tambay sembrò anticipare la partenza, traendo in inganno Nelson Piquet, che partiva terzo. Ne approfittò Elio De Angelis, secondo, che prese il comando della gara. Tambay fu capace di resistere agli attacchi di Piquet e Keke Rosberg, e riprese la testa del gran premio. Dietro, Nigel Mansell sfruttò l'occasione, e si pose davanti a Piquet e Rosberg, seguendo così il suo compagno di scuderia De Angelis.
Derek Warwick scalò in pochi giri, al quarto posto, mentre, nelle retrovie, anche Niki Lauda si faceva largo, ponendosi all'ottavo posto. Al quarto giro si fermò ai box Manfred Winkelhock, mentre Rosberg cedette ancora posizioni, a Piquet, Prost e Lauda. Al quinto giro Alain Prost passò Piquet, per il quinto posto, ponendosi alle spalle di Warwick. Il francese passò il britannico al giro 6.
Al dodicesimo giro Nelson Piquet rallentò vistosamente, facendosi passare da Lauda e René Arnoux. Il motore della BMW era ancora in panne, e costrinse il campione del mondo all'ennesimo ritiro stagionale, il quinto in cinque gare. La rimonta della McLaren proseguì nei giri successivi: Prost strappò il terzo posto a Mansell, mentre Lauda ebbe la meglio su Warwick. Al giro 17 l'austriaco passò anche Mansell.
La gara era sempre condotta da Patrick Tambay, davanti a Elio De Angelis, Alain Prost, Niki Lauda, Nigel Mansell, Derek Warwick e René Arnoux. De Angelis resistette al secondo posto fino al diciottesimo giro, quando dovette cedere a Prost. Tre giri dopo il pilota italiano venne passato anche dall'altro pilota McLaren, Lauda.
Al giro 28 Prost, per un problema a una gomma mal fissata, uscì di pista alla curva Pouas. Costretto ai box, il transalpino poté ripartire, ma solo in undicesima posizione. Nigel Mansell effettuò il suo cambio gomme al trentesimo giro, scendendo al settimo posto. Cinque giri dopo fu il turno di Derek Warwick, che riprese la pista settimo, davanti ad Arnoux. De Angelis si arrestò al giro 38, venendo passato da Rosberg, Mansell e Warwick. Un giro dopo, a Villeroy, Tambay doppiò Jacques Laffite, ma così permise a Lauda di avvicinarsi. L'austriaco mise due ruote fuori dall'asfalto, per passare il francese, senza successo. Sempre nello stesso giro Mansell colse il terzo posto, ai danni di Keke Rosberg.
Al giro 41, sfruttando un piccolo errore di Tambay, penalizzato da un impianto frenante non perfetto, Niki Lauda si pose al comando del gran premio. Al quarantatreesimo passaggio Rosberg, con pneumatici ormai deteriorati, cedette un'altra posizione, a Warwick; il finlandese si fermò ai box solo al giro 47. Tambay cambiò le gomme, due giri prima, ma rimase al secondo posto.
Eddie Cheever fu costretto, al cinquantatreesimo passaggio, ai box, per il cedimento dell'alettone anteriore, dopo un contatto con De Cesaris. Lauda si fermò al cambio gomme al giro 55, permettendo così a Patrick Tambay di tornare al primo posto; nello stesso giro Nigel Mansell e Derek Warwick si avvicinarono al doppiaggio di Marc Surer; Warwick venne tratto in inganno da una brusca frenata di Mansell, e tamponò Surer. Sia il pilota della Renault che quello dell'Arrows furono costretti all'abbandono. Warwick rimase nella monoposto, con la gamba ferita. Il britannico fu portato al centro medico del circuito.
Al cinquantanovesimo passaggio Alain Prost, a causa di forti vibrazioni della sua monoposto, effettuò il cambiogomme, che però fu ancora problematico. Rientrò all'undicesimo posto. La testa della gara cambiò al sessantaduesimo giro: Niki Lauda passò ancora una volta Tambay. Arnoux prese la quarta posizione a De Angelis.
Nell'ultima parte di gara la classifica non mutò, almeno nelle posizioni che valevano i punti, anche se Tambay e i due della Lotus ebbero problemi coi consumi, e Arnoux si trovò a gestire un motore non in piena efficienza.
Niki Lauda riportò la sua ventunesima vittoria, davanti a Patrick Tambay e Nigel Mansell. Prost, che negli ultimi giri si era avvicinato a Rosberg, chiuse settimo, fuori dalla zona dei punti.

### Gran Premio di Monaco
Sul circuito monegasco, fin dalla mattina, si abbatté un violento temporale. La partenza venne ritardata prima di 20 minuti, poi di 45 minuti, in attesa di un miglioramento del tempo; i piloti, per bocca di Niki Lauda, dopo il giro di ricognizione, chiesero che il tunnel fosse bagnato, per evitare troppa differenza con l'asfalto del resto del tracciato.
Al via Alain Prost mantenne il comando, seguito da Nigel Mansell e René Arnoux; alla Sainte Devote, Derek Warwick, per evitare Arnoux,  finì contro le barriere; più dietro, proprio il compagno di scuderia di Warwick, Patrick Tambay, finì contro la Renault del britannico; Riccardo Patrese ed Elio De Angelis rimasero bloccati dalle due Renault e furono costretti a fermarsi, per far manovra.
Entrambi i piloti della Renault ne uscirono malconci. Warwick scese dalla sua vettura zoppicando mentre Tambay venne portato via in barella dai commissari, e, una volta in infermeria, gli venne riscontrata la frattura di un perone, causata da una sospensione che nell'impatto aveva bucato la scocca. Prost guidava la corsa seguito da Mansell, Arnoux, Michele Alboreto, Niki Lauda e Keke Rosberg. Il pilota della Tyrrell, Stefan Bellof, si portò, già al termine del terzo giro, al decimo posto, dopo essere partito ventesimo.
Al quarto giro Lauda infilò Alboreto al tornante Loews, portandosi in quarta posizione. Due giri dopo, sulla salita del Beaurivage, Lauda riuscì a superare anche l'altra Ferrari, di Arnoux. Al nono giro Alboreto fu autore di un testacoda alla prima curva; rimasto fermo, poté ripartire, ma solo dopo un minuto, grazie all'aiuto dei commissari. Il pilota milanese si ritrovò ultimo.
All'undicesimo giro Corrado Fabi rimase fermo in pista, all'altezza della curva del Portier; un commissario tentò di spingerlo in pista, ma il sopraggiungente Prost non lo vide e lo colpì ad una gamba: fortunatamente il commissario non riportò danni gravi; tutto questo andò a vantaggio di Nigel Mansell che riuscì a passare il francese. Nello stesso giro Senna montò troppo bruscamente su un cordolo, presso la chicane del porto, danneggiando la sospensione anteriore destra. Il brasiliano riuscì comunque, in pochi giri, a sorpassare sia Rosberg che Arnoux.
Al giro 16 Nigel Mansell, al comando della corsa, a causa dell'aquaplaning, perse il controllo della sua Lotus a metà della salita del Beaurivage e sbatté contro il guard-rail. Con l'alettone posteriore piegato, Mansell cercò di continuare ma, al Mirabeau, venne superato da Prost; il britannico si girò nuovamente, ripartì, ma si fermò, pochi metri dopo, al tornantino. Intanto Bellof sopravanzò Winkelhock, guadagnando il sesto posto.
Senna, al giro 19, superò anche Niki Lauda, portandosi in seconda posizione. Proseguì la sua rimonta anche Bellof che, al ventunesimo giro, passò Rosberg, all'uscita del Tunnel. Al giro 23 Manfred Winkelhock fu costretto all'abbandono, dopo un contatto con Rosberg.
Il giro seguente Niki Lauda compì in testacoda, alla curva del Casino, toccò il marciapiede e ruppe una sospensione. Ciò portò Arnoux e Bellof a lottare per il terzo posto, col tedesco che provò a superare Arnoux, sulla salita del Beaurivage. Bellof ritentò al Mirabeau, riuscendo a passarlo, montando su un cordolo.
La pioggia si faceva sempre più intensa. Senna continuava a recuperare terreno su Prost, arrivando a ridurre il distacco a soli sette secondi. Al trentunesimo giro, al passaggio sulla zona dell'arrivo, Prost chiese, a gesti, di interrompere la gara. Un giro dopo il direttore di gara, Jacky Ickx, interruppe la corsa, con la bandiera rossa, nel momento in cui Senna sorpassava il battistrada Alain Prost. Ickx espose anche quella nera, che costringeva i piloti a fermarsi ai box. A fianco del belga era però presente un commissario di gara, con la bandiera a scacchi. La confusione fu grande, con molti team convinti che la gara sarebbe ripresa.
La gara, invece, non continuò, e la classifica venne stilata sulla base dei risultati del giro 31. Prost vinse per la dodicesima volta nel mondiale, mentre sia Senna che Bellof ottennero il primo podio nel mondiale di F1. A seguito dei fatti del Gran Premio di Detroit, il tedesco sarà escluso dalla graduatoria, portando così René Arnoux al terzo posto. Solo la metà dei punti venne assegnata, per la prima volta dal Gran Premio d'Austria 1975, non essendo stato coperto il 75% della distanza prevista.

### Gran Premio del Canada
Alain Prost riuscì subito a passare Nelson Piquet, partito dalla pole position. Il brasiliano fu però capace di rintuzzare gli attacchi di Elio De Angelis e delle due Ferrari. Piquet, già alla curva 9, riprese il comando della gara, mentre Michele Alboreto, al tornante, prese il terzo posto a De Angelis. Il pilota della Lotus fu passato anche dalla altro ferrarista, René Arnoux.
Nei giri successivi Niki Lauda recuperò molte posizioni, tanto che al quinto giro, dopo aver passato Warwick e De Angelis, si pose quinto. La classifica rimase invariata fino al giro 11, quando Alboreto fu costretto al ritiro per un guasto al motore.
Al tredicesimo giro, dopo alcuni tentativi infruttuosi, Derek Warwick passò De Angelis, proprio sulla linea del traguardo. Un giro dopo Arnoux si fermò ai box per il cambio gomme, rientrando in pista settimo. Il francese si mise subito all'attacco di Ayrton Senna, che superò al giro 18. Il brasiliano cedette poi ancora una posizione, a Keke Rosberg. La classifica vedeva al comando Piquet, seguito dalle due McLaren di Prost e Lauda, poi Warwick, De Angelis e Arnoux.
Al ventitreesimo passaggio Arnoux salì ancora di una posizione, passando De Angelis, al tornante. Davanti Nelson Piquet, sfruttando meglio dei doppiaggi, riuscì a distanziare Prost, che venne avvicinato dal compagno di team. Al ventisettesimo giro René Arnoux sorpassò Derek Warwick.
Tra il giro 32 e il giro 33 si ritirarono le due Williams: prima Jacques Laffite, per un problema al motore, poi Rosberg per un problema alla pompa della benzina. Il leader della gara, Piquet, scontava dei problemi di surriscaldamento dovuti al radiatore dell'olio, posto nel musetto della sua Brabham, che rendeva bollente la zona della pedaliera.
Al trentanovesimo giro Riccardo Patrese uscì di pista, danneggiando la sua Alfa Romeo. Dopo un lungo duello tra le Lotus, Nigel Mansell passò De Angelis, entrando in zona punti. Al giro 44 anche la lotta tra le due McLaren sfociò nel sorpasso di Lauda su Prost (che aveva problemi al cambio e ai freni), per il secondo posto. Il giro dopo De Angelis uscì di pista al tornante; rientrato in pista, venne sfiorata la collisione con Lauda, in fase di doppiaggio.
A causa della rottura di uno scarico, René Arnoux dovette ridurre il ritmo, cedendo così la quarta piazza a Warwick, al giro 50. Poco dopo il francese fu passato anche da Nigel Mansell. Al cinquantaseiesimo giro Derek Warwick effettuò una sosta ai box per cambiare gli pneumatici, sospettando che vi fosse una foratura. Rientrò in gara all'ottavo posto. Pochi giri dopo Warwick si fermò per la seconda volta ai box. Cedette altre posizioni, nel frattempo, Arnoux, con seri problemi di consumo (? riduceva il ritmo?).
Piquet comandava con sette secondi e mezzo su Lauda, terzo era Prost, davanti alle due Lotus (staccate di un giro), poi Eddie Cheever, René Arnoux e Ayrton Senna. Nigel Mansell si trovava in grave situazione tecnica, non potendo più utilizzare correttamente il cambio; dovette cedere perciò due posizioni.
Al sessantacinquesimo giro Cheever si ritirò per la mancanza di carburante. Negli ultimi giri Lauda si avvicinò a Piquet, sempre più penalizzato dal calore sui piedi, mentre Mansell doveva resistere agli attacchi di Arnoux.
Nonostante le difficoltà Nelson Piquet riuscì a vincere la sua prima gara in stagione, ottenendo anche i primi punti stagionali. Seguivano le due McLaren (la casa otteneva così il centesimo podio in F1), poi Elio De Angelis, mentre, nell'ultimo giro, René Arnoux ebbe la meglio su Mansell. La vettura del francese si fermò, pochi metri dopo il traguardo, per la mancanza di carburante. Piquet scese dalla vettura in condizioni precarie, con il piede destro fortemente riscaldato dal radiatore. Ayrton Senna, settimo, in condizione di disidratazione, fu tenuto al centro medico del tracciato, in osservazione, per alcune ore.

### Gran Premio degli Stati Uniti-Est

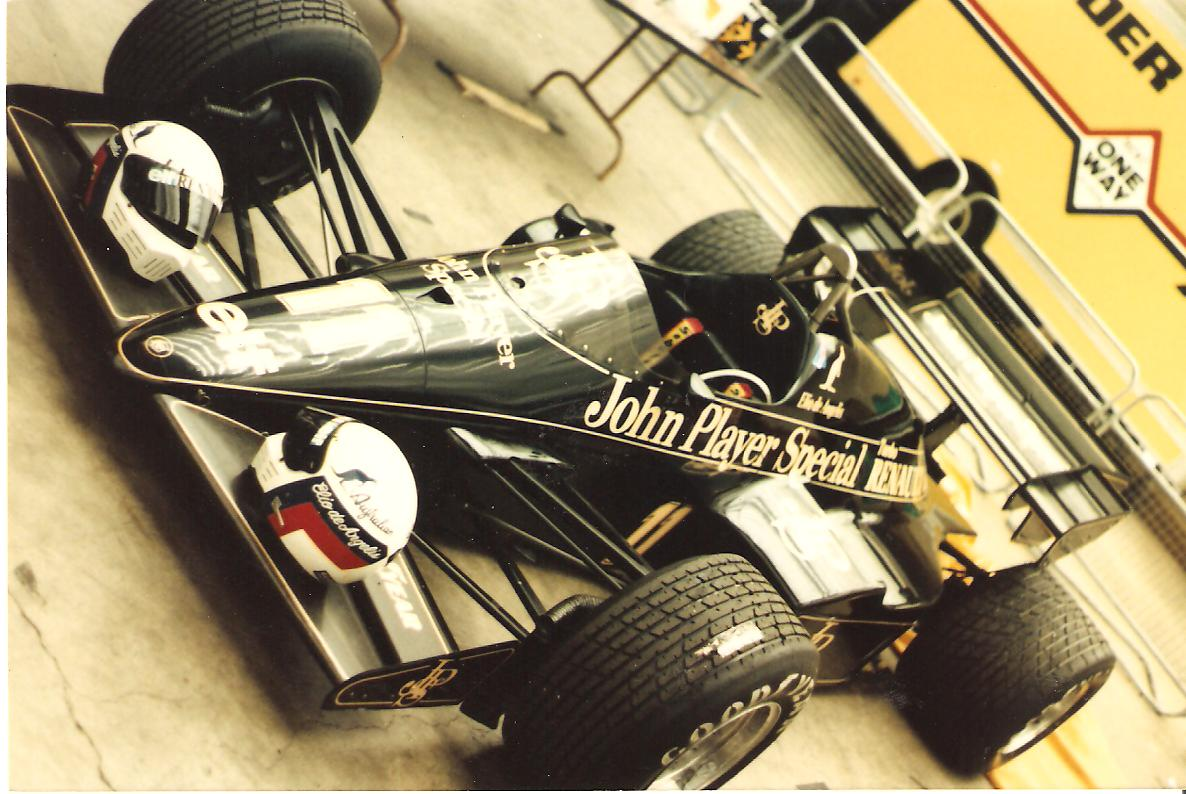
Una foto della Lotus 95T con cui Elio De Angelis giunse secondo nella gara di Detroit.

Al via, Nigel Mansell, dalla seconda fila, cercò di infilarsi tra Alain Prost e Nelson Piquet ma finì schiacciato a tra le due vetture: il francese uscì indenne, mentre il brasiliano finì in testacoda, andando a sbattere contro Michele Alboreto; una ruota si staccò, andando a colpire la Toleman di Ayrton Senna, fortunatamente nella sospensione anteriore: Marc Surer si ritrovò, davanti, la Brabham di Piquet ferma, e non poté evitare l'urto. La gara venne sospesa: Piquet (che aveva preso un colpo al collo e aveva la nuca dolorante), Alboreto e Senna ripartirono con il muletto mentre all'Arrows l'assenza del muletto, costrinse al ritiro Surer. Alla Lotus Mansell prese la vettura di Elio De Angelis, che fu costretto a ripiegare sul muletto. Il gran premio riprese, con la griglia iniziale, e per la distanza prevista.
Al secondo via Piquet prese il comando, seguito da Prost, Mansell e Alboreto. Nei primi giri si ritirarono Jonathan Palmer e René Arnoux, dopo degli errori di guida che li portarono a colpire i muretti attorno alla pista, mentre Andrea De Cesaris fu costretto a una sosta per sostituire un'asta danneggiata; Derek Warwick passò prima Eddie Cheever poi Michele Alboreto, installandosi in quarta posizione. Prost cercò di mantenere contatto da Piquet fino a quando le sue gomme non iniziano a degradarsi e al decimo giro venne superato da Mansell alla Congress. Due giri dopo Cheever prese la quinta posizione ad Alboreto. Al quattordicesimo giro Warwick passò a gomme dure, scendendo in sedicesima posizione.
Mansell si mise alla caccia di Piquet ma, al diciassettesimo giro, iniziò a rallentare a causa di un problema al cambio. Poco dopo Prost si fermò per cambiare gli pneumatici, dopo essere stato passato da Cheever, Alboreto e De Angelis. La gara dello statunitense s'interruppe al giro 22, per un problema al motore. Nello stesso giro ci fu anche il ritiro per Ayrton Senna, dopo essere andato a sbattere contro le protezioni della prima curva. La gara era sempre comandata da Piquet, seguito da Mansell, Alboreto, De Angelis, Boutsen e Rosberg.
Al ventisettesimo giro Mansell si ritirò a causa del cambio, mentre Thierry Boutsen abbandonò per un problema a uno scarico. Ora si trovavano le due Tyrrell di Brundle e Bellof in quinta e sesta posizione. Al giro 33 Martin Brundle si fermò ai box per il cambio gomme, scendendo ottavo, mentre, al trentaquattresimo giro il suo compagno di team Stefan Bellof, arrivò largo all'uscita dell'ultima chicane, urtò il muretto rompendo una sospensione e fu costretto al ritiro. Nello stesso giro Warwick, in rimonta, prese la quarta posizione a Rosberg. Un giro dopo il britannico passò anche De Angelis, entrando sul podio virtuale della gara, dietro a Michele Alboreto. La sua gara venne però irrimediabilmente rovinata da un guasto al cambio che lo costrinse all'abbandono al giro 41.
Al quarantacinquesimo giro Brundle salì fino al quarto posto, dopo aver passato Keke Rosberg e iniziò a rimontare su De Angelis, che soffriva anche lui di problemi al cambio. La gara di Rosberg terminò al giro 48, col motore in fiamme, dovute a una perdita d'olio. Al giro 50 anche Alboreto, secondo, abbandonò il gran premio, anche lui col motore fuori uso.
Al cinquantaseiesimo giro Brundle superò De Angelis, portandosi al secondo posto, con un distacco di 20 secondi da Piquet. Nell'ultimo giro Brundle iniziò a vedere la Brabham di Piquet, ma il carioca controllò senza problemi, andando a vincere davanti a Brundle (al primo podio), De Angelis, Teo Fabi (per la prima volta a punti), Prost e Jacques Laffite. La classifica sarà poi stravolta dopo i controlli tecnici sulla Tyrrell.

### Il Caso Tyrrell
Al termine della gara di Detroit le vetture della Tyrrell vennero sottoposte a verifica. Già al termine del Gran Premio del Brasile, prima gara stagionale, la Tyrrell aveva subito un reclamo, inviato da Jackie Oliver, manager dell'Arrows, per il sospetto che la scuderia britannica avesse compiuto un rifornimento in gara, vietato dal regolamento. Il reclamo era stato respinto.
Il peso delle Tyrrell risultò regolare, ma i tecnici della federazione vollero controllare anche il serbatoio d'acqua delle vetture, all'interno del quale venne scoperto un liquido sconosciuto, nel quale galleggiavano dei pallini di piombo.
A seguito di ulteriori indagini, la Federazione scoprì che sulle vetture inglesi, durante la gara, veniva effettuato un rabbocco con questo liquido contenente pallini di piombo, che serviva per arricchire l'aria immessa sui tromboncini di aspirazione, al fine di ritardare la detonazione del motore, rendendo così possibile l'utilizzo di un maggior rapporto di compressione, ottenendo una maggiore potenza. In una riunione del 18 luglio 1984, la FISA decise di escludere la Tyrrell dalle rimanenti gare del campionato del mondo, e cancellò tutti i punti ottenuti fino al momento della squalifica. Venne deciso che i punti attribuiti ai piloti della scuderia britannica non sarebbero stati assegnati. Le vetture proseguirono a partecipare al campionato, fino al Gran Premio d'Olanda, ma la loro partecipazione fu sub judice. La squalifica della Tyrrell venne confermata dal Tribunale d'Appello della FISA, dopo una riunione del 29 agosto. La scuderia venne esclusa dai successivi gran premi.
Il 9 ottobre la FISA decise di rideterminare le classifiche di tutte le gare, fino a quel momento disputate, facendo scalare in graduatoria tutti i piloti classificatisi alle spalle dei piloti della Tyrrell. Ciò portò a una redistribuzione dei punti, in quanto Martin Brundle era giunto secondo; la sua squalifica portò sul secondo gradino del podio Elio De Angelis, mentre scalò terzo Teo Fabi, quarto Alain Prost, quinto Jacques Laffite. Il punto per il sesto arrivato non fu attribuito in quanto solo 5 piloti erano stati classificati. L'altro pilota della scuderia, Stefan Bellof, si era ritirato durante la gara.

### Gran Premio degli Stati Uniti

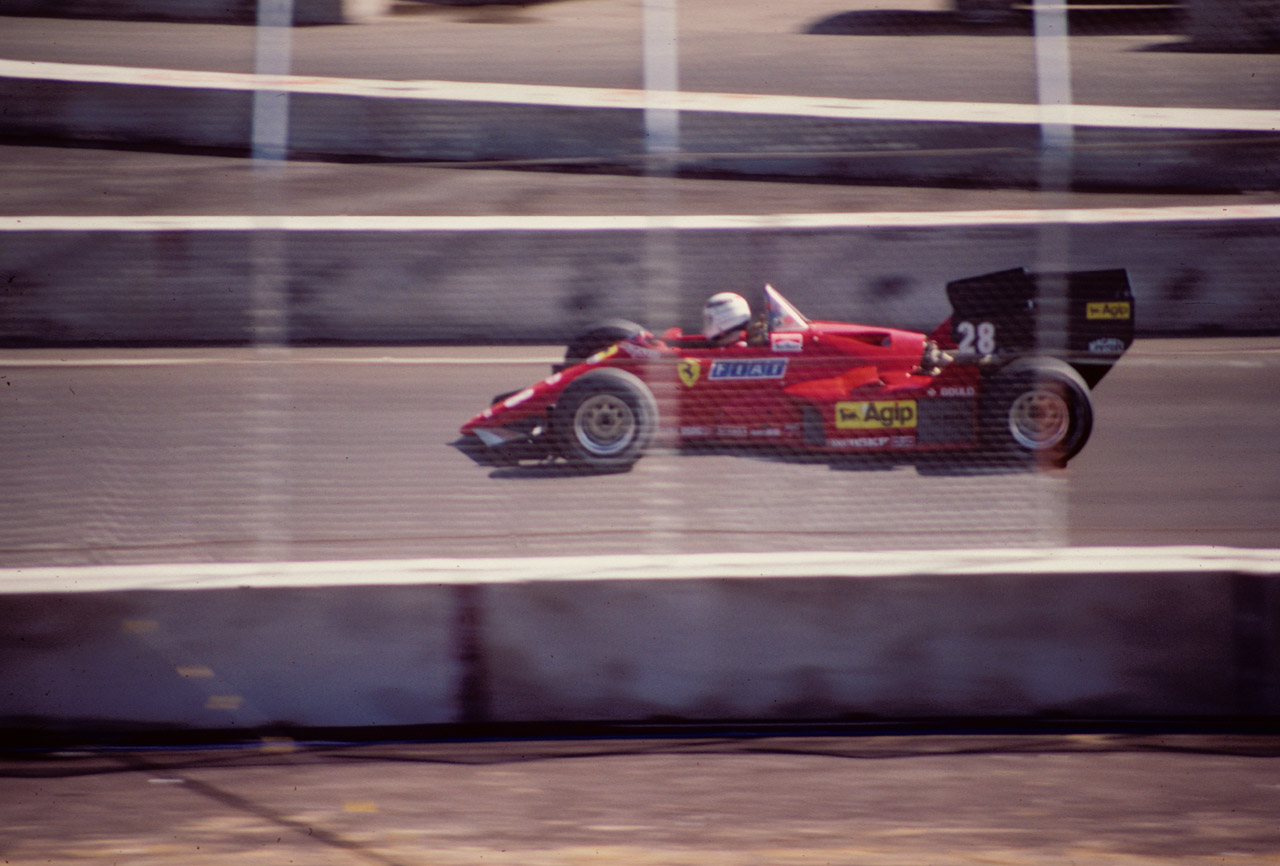
René Arnoux colse nel Gran Premio di Dallas il suo ultimo podio nel Campionato mondiale, ottenuto dopo una lunga rimonta.

Durante il giro di ricognizione René Arnoux rimase fermo in griglia e fu costretto a partire dall'ultima fila, ove trovò Manfred Winkelhock, anche lui frenato da un guaio tecnico.
Al via Nigel Mansell mantenne il comando della gara, seguito da Elio De Angelis e Derek Warwick, mentre Ayrton Senna si portò in quarta posizione davanti, a Lauda e Prost, e Rosberg, Alboreto e Tambay. Nel primo giro Rosberg passò Prost.
Al secondo giro Senna urtò un muretto, forando una gomma, e fu costretto ai box, dopo aver dovuto compiere un giro molto lento, che lo allontanò dalle posizioni di testa. La direzione di gara inviò la vettura di sicurezza in pista, per consentire il recupero della vettura di François Hesnault, anche lui vittima di un incidente, ma la gara non venne neutralizzata o sospesa.
Al giro 4 Warwick si liberò di De Angelis e si portò alla spalle di Mansell. Al settimo giro anche Lauda passò De Angelis, che scontava un problema tecnico all'iniezione. Warwick si avvicinò a Mansell, mentre alle sue spalle Lauda precedeva De Angelis, Rosberg, Prost, Tambay e Piquet. All'undicesimo giro Warwick tentò il sorpasso su Mansell, ma, a causa di freni ancora freddi, la sua Renault partì in testacoda, e urtò le barriere. Il britannico fu costretto al ritiro.
Al dodicesimo passaggio Elio De Angelis riprese la seconda posizione, e si mise lui all'attacco del compagno di team Mansell, che scontava dei problemi al cambio. Lauda, con problemi al propulsore cedette la terza piazza a Keke Rosberg. De Angelis si portò all'attacco di Mansell, che resistette al comando; al giro 19 il pilota romano dovette, a sua volta, subire l'attacco di Rosberg, che conquistò la seconda posizione. Nel frattempo Prost aveva passato Lauda.
Keke Rosberg attaccò Mansell al ventesimo e al ventunesimo giro, ma l'inglese si difese strenuamente, chiudendo ogni varco. Il finnico attese qualche giro, riprovando ad attaccare Mansell, che però fu ancora molto duro nella sua difesa, tanto che Rosberg si lamentò per la tattica ostruzionistica del pilota della Lotus. Al trentesimo giro Alain Prost passò De Angelis, per la terza posizione. Dopo tre giri il francese, sfruttando un altro tentativo infruttuoso di Rosberg, riuscì a passare il pilota della Williams. Prost, a causa di un errore di guida, cedette ancora la seconda posizione a Rosberg, dopo un paio di giri.
Al giro 36 Nigel Mansell toccò con l'alettone posteriore un muretto, consentendo infine a Rosberg di prendere il comando. L'inglese tentò ancora di ripassare il finnico, sfiorando la collisione, e provocando ancora le proteste del pilota Williams. Dopo un solo giro Mansell cedette la posizione anche a Prost, De Angelis e Lauda, a causa di pneumatici molto deteriorati. Al trentanovesimo giro fu costretto al pit stop, rientrando in gara al settimo posto. Nello stesso giro René Arnoux strappò il quinto posto a Nelson Piquet.
Al quarantaduesimo giro Niki Lauda passò Elio De Angelis che, dopo quattro giri, venne sorpassato da Arnoux. Nello stesso girò vi fu il ritiro per Piquet. Al giro 49 Prost infilò Rosberg, dopo un errore di guida del finlandese, mentre, al giro 51, il francese della Ferrari guadagnò la terza posizione del podio, passando Lauda.
Un errore di guida costò il ritiro a Michele Alboreto, da poco entrato nella zona dei punti. Al giro 57 la curva 6 fu fatale anche per la gara di Prost, che terminò contro le barriere, rompendo una sospensione, e parcheggiando la sua McLaren al fianco della monoposto di Alboreto. Keke Rosberg tornò a condurre il gran premio.
Alla curva 6 si fermarono anche le due Arrows, quella di Marc Surer per un errore del pilota, mentre su quella di Thierry Boutsen andò in panne il motore. Al giro 61 anche Niki Lauda, terzo, centrò il muretto della curva 6, ritirandosi. Allo scoccare delle due ore di gara, a un giro dal termine previsto, Keke Rosberg s'impose per la terza volta in carriera. Il finlandese portò al successo il motore Honda, il cui ultimo successo risaliva al Gran Premio d'Italia 1967. René Arnoux, partito ultimo, e Elio De Angelis completarono il podio.
Nell'ultimo giro Mansell, quinto, urtò un muretto, danneggiando il suo cambio. La sua Lotus si fermò a pochi metri dal traguardo; il britannico smontò dalla monoposto, cercando di spingerla fino al traguardo, ma svenne per il caldo. Ciò consentì a Piercarlo Ghinzani di chiudere quinto, e iscrivere i suoi primi punti iridati. Per l'Osella fu il primo arrivo nei punti dal Gran Premio di San Marino 1982.

### Gran Premio di Gran Bretagna
Alla partenza Nelson Piquet mantenne il comando, seguito da Alain Prost, Elio De Angelis e Niki Lauda. L'austriaco passò De Angelis alla Druids, mentre, alla curva Graham Hill Riccardo Patrese perse il controllo della sua Alfa Romeo, per evitare la vettura di Jacques Laffite, mettendola di traverso; il padovano recuperò il controllo della vettura, ma il compagno di team Eddie Cheever fu costretto a rallentare di colpo, e venne a sua volta centrato da Philippe Alliot. La RAM del francese si alzò da terra, dopo aver colpito la Tyrrell di Stefan Johansson. Jo Gartner, che non trovò lo spazio, perse la sua Osella e andò a sbattere contro un muro di gomme. Alliot, Johansson e Gartner furono costretti all'abbandono.
La corsa continuò con Piquet al comando, capace di allungare sul dritto, mentre nel misto doveva difendersi da Prost, penalizzato da una scelta di gomme infelice, che portava al sovrasterzo. Al secondo giro Lauda superò De Angelis, portandosi al terzo posto. Al decimo giro Piquet venne passato prima da Prost (alla Paddock Hill) e poi da Lauda (alla Druids). Il brasiliano rientrò subito ai box per cambiare le gomme. Poco dopo Jonathan Palmer uscì di pista, alla Clearways, a causa di un guasto allo sterzo. Il pilota uscì indenne, ma la gara venne sospesa per permettere di sistemare la barriera danneggiata. La gara ripartì, ma la classifica sarebbe stata stilata per somma di tempi, con prima parte determinata sulla base dell'undicesimo giro, quando Piquet era ancora davanti alle due McLaren. Questa decisione fece infuriare Prost, che accusò i commissari di favorire Piquet, su pressione di Bernie Ecclestone. Il gran premio veniva ridotto a 71 giri.
Il gran premio ripartì con Piquet, davanti a Prost, Lauda, Warwick, De Angelis, Senna, Alboreto e Tambay. Malgrado qualche riparazione non poterono prendere parte alla seconda partenza né Keke Rosberg, né Teo Fabi, ritirati nella prima parte di gara, mentre a Manfred Winkelhock furono i commissari a non permettere di riprendere il gran premio.
Alla ripartenza Alain Prost passò subito Piquet, che dovette anche difendersi da Lauda. Tambay prese subito una posizione ad Alboreto. Il pilota della Ferrari cedette poi a Ayrton Senna, Andrea De Cesaris e anche al compagno di team René Arnoux. Al giro ventisette Arnoux cercò di passare De Cesaris, che oppose una strenua resistenza.
Al giro 29 Piquet dovette cedere la posizione a Lauda. Considerando che la classifica era per somma di tempi, Prost si trovava a condurre con 6 secondi di margine su Lauda, mentre Piquet conservava la terza posizione. Tambay si fermò per il cambio gomme, scalando settimo. Al trentottesimo giro Prost fu costretto al ritiro, con il cambio fuori uso. Niki Lauda si trovò così a condurre. Seguiva Piquet, Warwick, De Angelis, Senna e Tambay.
Al quarantaquattresimo giro Lauda si trovò di fronte il gruppo da piloti da doppiare, De Cesaris, Alboreto e Arnoux. Alboreto sfruttò il momento per passare De Cesaris e, grazie al suo ritmo, rese difficile a Lauda il doppiaggio. Ciò portò Piquet ad avvicinarsi all'austriaco della McLaren. La lotta tra De Cesaris e Arnoux fece perdere del tempo anche a Derek Warwick, in fase di doppiaggio. Al giro 64 Arnoux tentò di passare alla Druids, le due vetture arrivarono a una collisione, ma entrambi i piloti poterono proseguire la gara.
Piquet soffriva si un problema al turbo della sua Brabham, e decise così di concludere la gara a ritmo ridotto. Al giro 66 Ayrton Senna superò Elio De Angelis, alla Paddock Bend, favorito dalla difficile condizione degli pneumatici della Lotus del pilota romano. Nei giri successivi le difficoltà tecniche della vettura di Piquet costrinsero il brasiliano a cedere diverse posizioni, prima a Warwick, poi a Senna e a De Angelis. Al giro 68 Piquet venne passato anche da Tambay e da Alboreto.
De Angelis si trovò, negli ultimi giri, a subire una perdita di potenza del turbo. Al giro 69 anche Arnoux passò Piquet, mentre nell'ultimo giro Tambay si fermò col propulsore in panne, per un surriscaldamento dovuto a un pezzo della vettura di Piquet che si era conficcata in un radiatore.
Niki Lauda colse il suo ventiduesimo successo nel mondiale, davanti a Derek Warwick e Ayrton Senna. Elio De Angelis chiuse quarto, mentre giunsero a punti anche le due Ferrari. Lauda raggiunse i 367,5 punti iridati, battendo così il limite stabilito da Jackie Stewart (360).

### Gran Premio di Germania
Prima della partenza, per un problema alla pompa dell'olio, Alain Prost dovette sostituire la sua monoposto, e affidarsi al muletto, che era stato preparato per Lauda.
Al via il francese fu prudente e venne passato da Elio De Angelis, mentre il francese riuscì a difendersi dall'attacco di Derek Warwick. Nel corso del primo giro Prost cercò di passare De Angelis, mentre un errore di Warwick permise a Nelson Piquet di superare il britannico. Seguivano Tambay, Senna, Alboreto e Lauda. Nel secondo giro Senna sorpassò Tambay, che soffriva di un problema al motore. Nel seguito Alboreto cedette due posizioni, a Lauda e Fabi.
Al quarto giro Lauda prese un'altra posizione, passando Tambay. Al giro 5 terminò la gara per Ayrton Senna, che vide volare via l'alettone anteriore della sua Toleman, uscendo di circuito alla Ostkurve. Tre giri dopo arrivò il momento del ritiro anche per Elio De Angelis, tradito dal cedimento di un pistone. Prost si trovò a comandare per pochi metri, in quanto Piquet lo passò alla terza chicane. Alboreto fu costretto, nel frattempo, a una lunga sosta ai box, per un problema al pescaggio della benzina.
Al giro 9 Niki Lauda passò Warwick, ottenendo la terza piazza. Il pilota della Renault venne, nello stesso giro, superato anche da Keke Rosberg. Il finlandese fu costretto all'abbandono, poco dopo, per un problema all'impianto elettrico. La classifica vedeva sempre in testa Nelson Piquet, davanti al duo della McLaren Prost-Lauda, poi Warwick, Fabi, Tambay, Mansell e Arnoux.
Improvvisamente, al ventiduesimo giro, un problema al cambio della sua Brabham, costrinse Piquet a rallentare, e a farsi passare dai due piloti della McLaren. Nel giro seguente il brasiliano fu costretto alla sosta ai box e al ritiro. Piquet, arrivato, ai box, chiese prima il cambio degli pneumatici, poi spense il motore.
Al ventisettesimo passaggio René Arnoux, con l'unica Ferrari rimasta in gara, cambiò gli pneumatici, restando settimo. Al giro 29 si ritirò anche l'altro pilota della Brabham Teo Fabi. Nei giri successivi Prost portò a 6 secondi il vantaggio su Lauda, ma temeva che, un pezzo di polietilene ficcatosi nel musetto della monoposto, potesse danneggiare la presa d'aria della sua vettura. Al giro 34 Nigel Mansell passò Tambay, mentre tre giri dopo un errore di guida di François Hesnault permise al suo compagno di team Andrea De Cesaris di prendergli la settima piazza. Il francese, il giro dopo, riprese la posizione all'italiano, che prevalse definitivamente al giro 41.
Alain Prost conquistò la sua tredicesima vittoria, precedendo Niki Lauda e Derek Warwick.

### Gran Premio d'Austria
Prima della partenza Elio De Angelis e Huub Rothengatter fecero segno al direttore di corsa che la loro monoposto si era spenta sulla griglia di partenza. Derek Ongaro, direttore di gara, premette allora il pulsante che azionava la luce arancione che indicava la necessità di ripetere la procedura di partenza. Per un problema tecnico però si azionò la luce verde, che dette il via alla gara, anche se una parte dei piloti non si lanciò subito in gara. Tutti i piloti della fila sinistra si trovarono poi a dover saltare la Lotus di De Angelis, sempre ferma in griglia.
Si trovò a condurre Prost davanti a Piquet, Lauda, Senna, Mansell e Rosberg. La direzione di gara decise per l'esposizione della bandiera rossa, che interrompeva la gara, che sarebbe ripresa, dopo un quarto d'ora, sempre sulla distanza originaria. Venne però concesso ai piloti di effettuare un rabbocco di carburante, che di cambiare gli pneumatici. Di questo approfittò Piquet che passò a mescola dura.
Anche nella seconda partenza Alain Prost passò subito Nelson Piquet, che però già alla chicane riprese il comando della gara. Dietro vi erano Patrick Tambay, Elio De Angelis, Derek Warwick e Niki Lauda. Già nel corso del primo giro warwick ebbe la meglio su De Angelis. Teo Fabi si fermò al via, venendo passato da tutti gli altri concorrenti e si trovò ultimo.
Nei giri seguenti De Angelis cedette la posizione anche a Lauda che, a sua volta, passò anche Warwick. Al quinto giro Ayrton Senna passò De Angelis, entrando in zona punti. Il brasiliano fu risuperato dopo tre giri. Il giro successivo l'italiano passò anche Warwick, mentre Lauda, alla Bosch attaccò Tambay, per passarlo alla Texaco. Il francese della Renault rientrò poi ai box, per cambiare le gomme; rientrò in pista decimo.
Al giro diciassette anche l'altra vettura della casa transalpina, quella di Warwick, si dovette fermare ai box, per cambiare gli pneumatici. Appena ripartito il britannico perse uno scarico, abbandonando così la gara. La classifica vedeva sempre al comando Piquet, che precedeva di un secondo e un decimo Prost, poi Lauda, De Angelis, Senna, Mansell e Tambay. De Angelis, per problemi al motore, fu costretto a diminuire la pressione del turbo. La sua gara terminò comunque al giro 28, con motore esploso. Il pilota però non si fermò subito ma riguadagnò i box, inondando così la pista d'olio. Nello stesso giro Tambay passò Nigel Mansell.
Piquet, passando sulla macchia d'olio lasciata da De Angelis, riuscì a mantenere la sua Brabham in pista, mentre Prost, che aveva difficoltà a condurre la sua vettura avendo preso la quarta marcia, perse il controllo della monoposto, urtando contro il guard rail, alla Rindt.
Al giro 32 Tambay sfruttò le difficoltà del motore della Toleman di Senna, per passare il brasiliano, ed entrare sul podio virtuale della gara. Un giro dopo anche la Lotus rimanente, quella di Mansell, fu costretta al ritiro, per un problema al motore. Al trentacinquesimo giro si fermò anche Senna. Al giro 40 cambiò la guida della gara, quando Niki Lauda passò Nelson Piquet. Il brasiliano, per riuscire a giungere al traguardo senza cambiare le gomme, decise di alzare il ritmo. Seguivano Tambay, Alboreto, Fabi e Patrese. A pieni giri erano solo i primi tre della gara.
Al giro 42, all'uscita della curva Bosch, Lauda perse la quarta marcia. L'austriaco levò il braccio in aria per indicare che stava per ritirarsi, quando riuscì a far entrare la terza poi la quinta marcia, decidendo così di proseguire. Un giro dopo abbandonò Tambay, che era terzo, e che, viste le difficoltà dei primi due, avrebbe avuto ottime possibilità di portarsi al comando.
Lauda dovette ridurre il suo ritmo, ma non venne attaccato da Piquet, che non si rese conto delle difficoltà tecniche della McLaren. Al quarantanovesimo giro Riccardo Patrese, quinto, si trovò senza benzina, per non aver abbassato la pressione del suo turbo. Ciò portò a una lotta in casa Arrows tra Thierry Boutsen e Marc Surer per il quinto posto.
Niki Lauda vinse per la prima volta il gran premio di casa, davanti a Nelson Piquet e Michele Alboreto. Giunse quarto Teo Fabi, che ha inizio gara si era trovato addirittura ultimo. Il quinto e sesto posto consentirono all'Arrows di ottenere i primi punti con la motorizzazione BMW. Ben 4 vetture motorizzate dalla casa bavarese giunsero a punti.

### Gran Premio d'Olanda
Sulla griglia ci furono gravi problemi per far partire la McLaren di Niki Lauda. La vettura dovette essere avviata a spinta dai meccanici a un minuto dal segnale del via. La manovra non sarebbe stata legale, ma nessuno sporse poi reclamo.

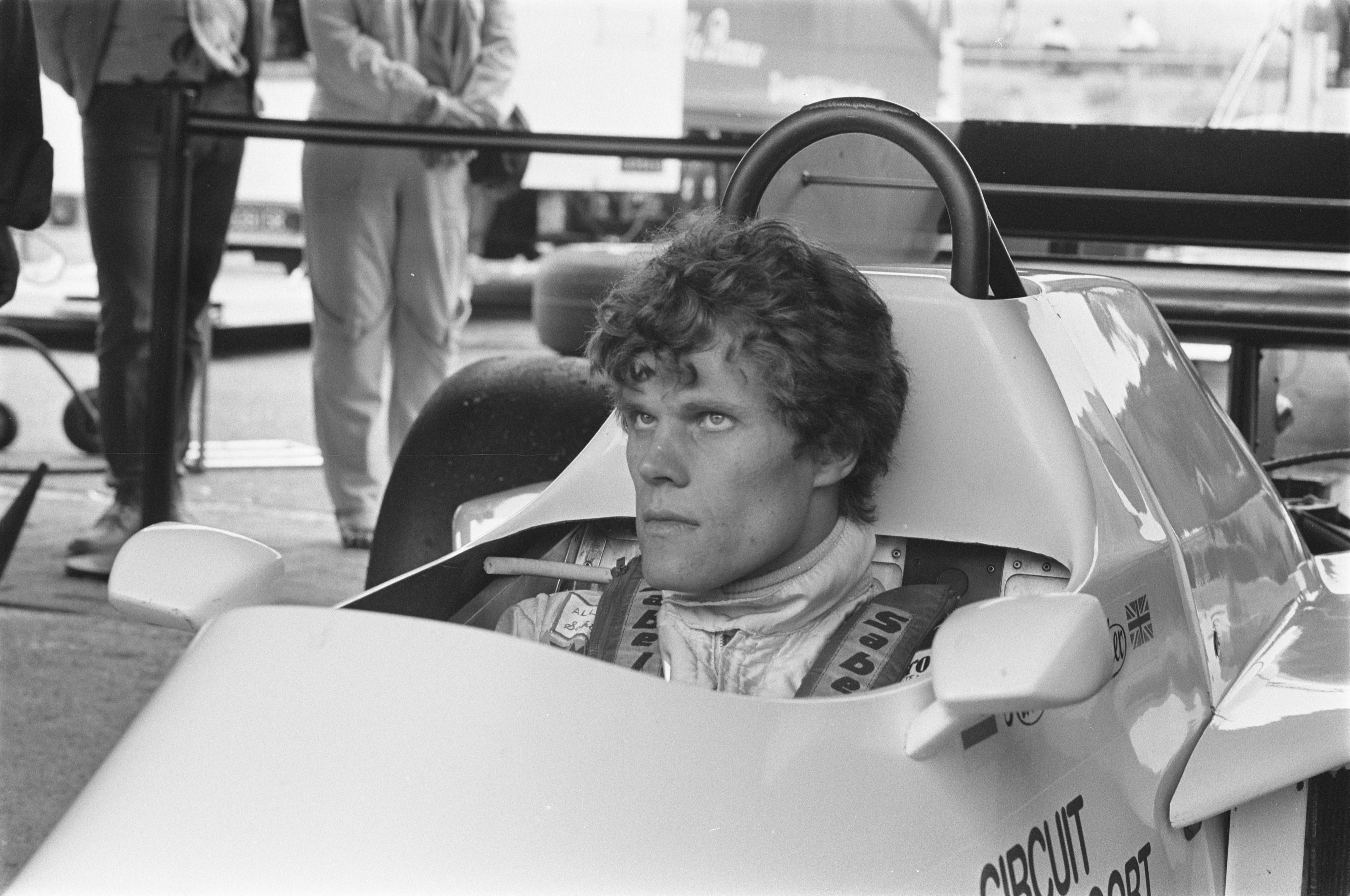
Huub Rothengatter, qualificatosi ventisettesimo nella gara di casa a Zandvoort, venne ammesso al via in quanto le due Tyrrell partecipavano alla gara sub judice.

Al via Nelson Piquet fu più rapido di Alain Prost, passandolo alla prima curva. Seguivano Patrick Tambay, Elio De Angelis e Keke Rosberg. Al quarto giro Rosberg passò De Angelis. Il giro seguente il finlandese passò anche Tambay, che venne minacciato anche da De Angelis. Lauda, partito male, recuperò diverse posizioni, e già al quinto giro era settimo.
All'ottavo giro Lauda passò anche De Angelis, nello stesso giro del ritiro di Michele Alboreto, per una rottura del motore. L'austriaco, nel giro successivo, prese la posizione anche a Patrick Tambay. Al giro 11 terminò la gara del leader Piquet, che dovette ritirarsi per una perdita d'olio, avvenuta nei primi giri.
Si trovò al comando Alain Prost, che precedeva il suo compagno di team, Lauda, che aveva avuto la meglio anche su Keke Rosberg. Tambay era quarto, ancora minacciato da De Angelis. L'italiano cercò di sfruttare un doppiaggio per passare il pilota della Renault, al giro 19, ma Tambay si difese duramente. Al giro seguente il pilota della Lotus, nel tentativo di doppiare Manfred Winkelhock, arrivò al contatto con la monoposto del pilota tedesco, ma riuscì a restare in pista e proseguire la gara.
Al ventunesimo giro Jacques Laffite entrò nella zona punti, passando Derek Warwick. Al giro 24 il pilota della Williams subì la rottura del motore: la vettura sporcò con l'olio la pista. Sia Warwick che Winkelhock, arrivati poco dopo, scivolarono sulla pista e furono costretti all'abbandono.
Al giro 37 Tambay, quarto, si fermò per una sosta ai box, al fine di sostituire gli pneumatici. Ripartì nono. Entrò in zona punti René Arnoux, che però, nei giri seguenti, cedette la posizione a Teo Fabi e Patrick Tambay. Keke Rosberg, che aveva ridotto la pressione del suo turbo per risparmiare carburante, venne avvicinato da Elio De Angelis e Nigel Mansell, col britannico che attaccava continuamente il suo compagno di team. Al giro 52 Tambay passò Fabi.
Al cinquantaquattresimo giro Mansell riuscì, infine, a sorpassare De Angelis, proprio mentre stava sopraggiungendo Prost, pronto a doppiare le due Lotus. Ancora un giro, e sempre alla prima curva, il britannico ebbe la meglio anche su Rosberg. Prost, nel tentativo di doppiare il finnico, rischiò di andare in testacoda, ma salvò la sua monoposto. Poco dopo Fabi riprese la sesta piazza a Tambay, che aveva problemi col cambio.
Al giro 61 Arnoux, che era ottavo, decise di rientrare ai box, per cambiare gli pneumatici. La manovra sorprese Thierry Boutsen, che era alle spalle del ferrarista: l'Arrows del belga colpì la parte posteriore della vettura di Arnoux, decollò in aria, ricadendo sulle ruote, a bordo della pista. Arnoux, invece, poté proseguire la gara, fece segnare il giro veloce, dodicesimo e ultimo nella sua carriera nel mondiale di F1, prima di ritirarsi con un problema all'accensione. Al giro 70 si fermò anche Keke Rosberg, senza benzina.
Alain Prost conquistò la sua tredicesima vittoria, davanti a Niki Lauda, e Nigel Mansell, al primo podio stagionale. Grazie a questi risultati la McLaren si aggiudicò il campionato mondiale costruttori di Formula 1. Fu la nona vittoria stagionale per la casa britannica, che così batté il record di vittorie in una stagione, che apparteneva alla Lotus, nel 1978.

### Gran Premio d'Italia

Jo Gartner giunse quinto nella gara di Monza, ma non poté acquisire punti validi per il campionato in quanto la sua scuderia, l'Osella, aveva iscritto al campionato solo la vettura del suo compagno di team, Ghinzani.

Alla partenza Nelson Piquet mantenne il comando mentre Alain Prost venne passato da Elio De Angelis, mentre Niki Lauda, scattato male, ne perse due, scivolando al sesto posto. Prost, al termine del primo giro, passò di nuovo De Angelis. Seguivano poi Patrick Tambay, Teo Fabi, Niki Lauda, Nigel Mansell e Riccardo Patrese. Nel corso del secondo giro Tambay prese la terza posizione a De Angelis.
Piquet commise un piccolo errore di guida, che lo portò a sfiorare l'uscita dal tracciato: ciò consentì a Prost e Tambay di avvicinarsi al brasiliano. De Angelis perse altre posizioni, a favore di Fabi e Lauda. Anche Riccardo Patrese commise un errore, che portò il pilota padovano a essere passato da Michele Alboreto, Eddie Cheever e Derek Warwick. La gara, al quarto giro, vive un momento decisivo per il titolo, col ritiro di Prost, per la rottura del motore. In questo giro Alboreto passò anche Mansell, che dopo due giri, venne passato anche da Cheever.
Alboreto proseguì la sua rimonta, passando, al giro 7, anche De Angelis, mentre Mansell perse altre posizioni. All'ottavo giro Teo Fabi fu autore di un testacoda alla Variante della Roggia, che gli fece perdere diverse posizioni, ma già al giro 9 Fabi passò Warwick, mentre si ritirò Keke Rosberg. La graduatoria vedeva al comando Nelson Piquet, davanti a Patrick Tambay, Niki Lauda, Michele Alboreto ed Elio De Angelis.
Fabi proseguì la sua rimonta passando Cheever poi De Angelis e, infine, anche Alboreto. Al quattordicesimo giro Mansell finì nella sabbia di una via di fuga, dopo un testacoda, che lo costrinse al ritiro. Poco dopo, per un problema al cambio, anche l'altro pilota della Lotus, De Angelis, abbandonò la gara. Al sedicesimo giro Tambay passò Piquet che, poco dopo, guadagnò i box, ove si ritirò per una perdita d'olio. Fabi, l'altro pilota della Brabham, passò Lauda, ponendosi secondo, alla spalle di Patrick Tambay.
Al giro 19 Warwick prese la quinta piazza a Cheever, mentre un problema all'acceleratore sulla Renault di Tambay permise a Fabi e Lauda di avvicinarsi al leader di gara. Fabi tentò di passare Tambay al ventottesimo giro, alla Roggia, sfiorando la collisione con la Renault. Al trentaduesimo giro abbandonò la gara anche Warwick, finito nella via di fuga alla Ascari. L'uscita di pista fu causata per una perdita di pressione dell'olio sulla sua Renault.
Fabi rallentò il suo ritmo, che consentì a Lauda di attaccare il pilota italiano. La lotta fra i due terminò al giro 40, quando Lauda passò il pilota della Brabham prima della Parabolica, mettendo anche due route sull'erba. Due giri dopo Stefan Johansson passò Cheever, e si trovò quinto, ma venne ripassato dall'italoamericano poco dopo. Al giro 43 cambiò il leader della corsa, con Niki Lauda che sorpassò Patrick Tambay alla prima di Lesmo. Il giro seguente si ritirarono sia Teo Fabi, per la rottura di una condotto dell'olio, che Tambay, per la rottura dell'acceleratore. Lauda si trovò a condurre, con ampio margine, su Alboreto, Cheever, Johansson, Patrese, Ghinzani e Gartner.
Eddie Cheever abbandonò per mancanza di carburante, mentre Johansson perse diverse posizioni per delle vibrazioni sulla sua Toleman. Lo svedese si fermò ai box per una riparazione al mozzo di una ruota. Riprese la gara comunque quinto, con un giro di margine su Gartner e Berger. Al giro 50 si ritirò anche Piercarlo Ghinzani per mancanza di benzina. L'altro pilota dell'Osella, Gartner, cercò di arrivare al termine della gara con un impianto di alimentazione malfunzionante, in cui solo la pompa elettronica continuava a pescare benzina.
Niki Lauda vinse per la ventiquattresima volta nel mondiale di F1, davanti a due piloti italiani, Michele Alboreto ed Riccardo Patrese. Con Patrese l'Alfa Romeo ottenne il suo ventiseiesimo, e ultimo, podio nel mondiale. Fu anche l'ultimo podio per la casa milanese quale fornitrice di motori. Stefan Johansson giunse quarto, per la prima volta a punti, mentre i due piloti austriaci giunti tra i primi sei, Jo Gartner e Gerhard Berger, non poterono iscrivere punti iridati, in quanto le loro scuderie, Osella e ATS, avevano iscritto, a inizio stagione, una sola vettura al campionato, vettura affidata ai rispettivi compagni di scuderia.

### Gran Premio d'Europa
Al via Alain Prost prese subito la testa, passando Nelson Piquet, che dovette cedere la posizione anche a Patrick Tambay. Nelle retrovie Ayrton Senna, per evitare Eddie Cheever, finì contro la Williams di Keke Rosberg; si creò una carambola che coinvolse Gerhard Berger, che colpì a sua volta Marc Surer, che coinvolse Piercarlo Ghinzani e Teo Fabi. Solo quest'ultimo rimase in gara, aiutato dai commissari di gara.
Dopo i primi tre si piazzarono Derek Warwick, Michele Alboreto, René Arnoux, Riccardo Patrese ed Eddie Cheever. Al quinto giro Lauda, dopo aver passato le due Alfa Romeo nei primissimi giri, passò anche Arnoux ed entrò nella zona dei punti. L'austriaco si trovò poi alle spalle dell'altro ferrarista Alboreto, senza riuscire a passarlo.
Al diciannovesimo giro Alboreto tentò, a sua volta, di passare Warwick, favorendo così anche un tentativo di Lauda: le posizioni rimasero però congelate. Al ventiduesimo passaggio il trio Warwick-Alboreto-Lauda si trovò a doppiare Mauro Baldi. Il pilota della Spirit lasciò passare Warwick e Alboreto, ma non si avvide di Lauda, che per evitare il contatto finì in testacoda. L'austriaco fu però capace di proseguire il gran premio.
Al ventiseiesimo giro Elio De Angelis, che era settimo, abbandonò col turbo fuori uso, mentre al trentottesimo giro fu il turno del ritiro per Cheever, con un guasto alla pompa della benzina. Il motore della Renault di Tambay cominciò a essere meno performante, e ciò consentì a Piquet di scalare secondo al giro 43. Il francese venne poi passato da Warwick, Alboreto e Lauda. Tambay si fermò poi ai box, per ripartire dodicesimo. Il ritiro definitivo giunse al giro 39. Sull'altra Renault, quella di Warwick, si ruppe uno scarico, che permise ad Alboreto di ridurre le distanze, fino a conquistare la terza posizione, al giro 49.
Tre giri dopo lo scoppio del turbo della Lotus costrinse al ritiro Nigel Mansell, che partì in testacoda alla curva verso i box. Al giro 55 Lauda attaccò Warwick alla curva 7, senza successo, prima che un errore del britannico all'ultima curva consentì a Lauda di passare quarto. Teo Fabi, decimo, con un problema al cambio, fu costretto al ritiro anche se pendeva su di lui una possibile squalifica per essere stato spinto dai commissari.
Al sessantaduesimo giro Nelson Piquet e Michele Alboreto, in lotta per il secondo posto, fecero segnare, nello stesso giro, il miglior giro della gara. Nello stesso giro si ritirò anche Warwick, mentre era quinto.
Solo all'ultimo giro terminò la lotta tra Piquet e Alboreto (il primo con problemi al cambio e il secondo con gli pneumatici rovinati), con il brasiliano che fu costretto a rallentare, per mancanza di carburante. Lo stesso problema si verificò, pochi metri prima del traguardo, anche per Alboreto. Il pilota italiano e quello brasiliano giunsero secondo e terzo, portando le loro vetture a zigzagare per usare le ultime gocce di benzina nel serbatoio, fermandosi poco dopo l'arrivo. Alain Prost, intanto, si era aggiudicato la gara, la sua quindicesima nel campionato mondiale di F1.

### Gran Premio del Portogallo
Keke Rosberg e Nigel Mansell furono autori di una bella partenza, che li portò nei primi due posti, davanti a Alain Prost e Nelson Piquet. Il brasiliano, nel corso del primo giro, finì in testacoda alla Esses: Piquet fu capace di riprendere la gara, ma fu costretto a veder sfilare tutto il plotone di vetture. Al secondo giro Prost sfruttò un errore di Mansell, per passare secondo. Nei giri seguenti il francese si mise alla caccia di Rosberg, che resistette a un primo attacco, al sesto giro. Lauda, invece, aveva iniziato la sua rimonta, ma risultava ancora al di fuori della zona dei punti.
Al nono giro, dopo un altro tentativo infruttuoso, Prost colse il comando passando Rosberg. Seguivano poi Mansell, Ayrton Senna, Michele Alboreto, Elio De Angelis, Derek Warwick, Stefan Johansson e Niki Lauda. Il giro dopo Warwick passò De Angelis, mentre Rosberg dovette resistere al tentativo di sorpasso di Mansell. Il britannico e il finlandese sfiorarono la collisione in un paio di occasioni, mentre al giro 13 Mansell effettuò infine il sorpasso.
Al tredicesimo giro Warwick finì in testacoda, fallendo un tentativo per passare Alboreto: fu poi costretto subito ai box, per cambiare gli pneumatici. Lauda, ora ottavo, mise pressione su Johansson; l'austriaco contava già venti secondi di distacco da Prost che, al momento, sarebbe stato campione del mondo. Al diciottesimo passaggio, sfruttando la perdita di potenza del motore della Lotus di De Angelis, sia Johansson che Lauda passarono il pilota italiano. Il giro seguente Senna passò Rosberg, per il terzo posto.
Lauda, al giro 27, cercando di sfruttare una piccola sbavatura di Johansson, tentò un sorpasso: la vettura dell'austriaco danneggiò per l'alettone anteriore della Toleman, ma finalmente Lauda poté sopravanzare lo svedese. Il giro dopo Lauda passò anche Alboreto, portandosi al quinto posto, non ancora sufficiente però per scalzare Prost dal titolo mondiale. Al giro 30 Johansson fu costretto a fermarsi ai box per sostituire l'alettone.
La rimonta di Niki Lauda proseguì al trentunesimo passaggio, quando ebbe la meglio anche su Rosberg. Due giri dopo, e il pilota della McLaren superò anche Senna, sul rettilineo dei box. Per vincere il titolo però Lauda, con Prost sempre primo, avrebbe dovuto scalare secondo, passando Mansell, che aveva un ampio margine. Al giro 39 fu costretto all'abbandono Keke Rosberg, per la rottura del motore.
Al quarantaquattresimo giro Alboreto, in lotta con Senna per il quarto posto, terminò in testacoda, ma fu capace di proseguire la gara, tra l'altro senza perdere posizioni. Lauda si trovò, nei giri successivi, ancora Johansson davanti, questa volta però da doppiato. Lo svedese chiuse la traiettoria all'austriaco, che faticò mezzo giro a passarlo. Poco dopo l'austriaco si trovò a doppiare un piccolo plotone di piloti, cosa gli fece perdere altro tempo prezioso.
Al cinquantaduesimo giro ci fu la svolta decisiva per il titolo: un problema ai freni sulla Lotus di Mansell, portò fuori pista il britannico, costringendolo al ritiro. Lauda si ritrovò secondo, posizione, che per solo mezzo punto, gli avrebbe consentito di cogliere il titolo piloti. Le due McLaren abbassarono il ritmo di gara, che consentì a qualche pilota di sdoppiarsi.
Al sessantaquattresimo giro Nelson Piquet, dopo una lunga rimonta, entrò in zona punti, passando Patrick Tambay. Poco prima era giunto sul duo proprio Lauda, che evitò qualsiasi possibile contatto. Il giro dopo l'austriaco si trovò un nuovo pericolo sulla sua strada, quando, poco davanti alla sua vettura, esplose il motore dell'Osella di Piercarlo Ghinzani.
Alain Prost vinse la sua settima gara stagionale, eguagliando il record di vittorie in stagione che apparteneva a Jim Clark. Lauda, col secondo posto, si aggiudicò il suo terzo titolo mondiale, a 7 anni di distanza dal secondo. Lauda prevalse col margine di solo mezzo punto sul francese, compagno di team. Senna giunse terzo, segnando l'ultimo podio per la Toleman.

## Risultati

### Risultati dei gran premi
| N° | Gara                          | Circuito       | Pole position    | Giro più veloce                | Pilota vincitore | Costruttore         | Resoconto |
| -- | ----------------------------- | -------------- | ---------------- | ------------------------------ | ---------------- | ------------------- | --------- |
| 1  | Gran Premio del Brasile       | Jacarepaguá    | Elio De Angelis  | Alain Prost                    | Alain Prost      | McLaren-TAG Porsche | Resoconto |
| 2  | Gran Premio del Sudafrica     | Kyalami        | Nelson Piquet    | Patrick Tambay                 | Niki Lauda       | McLaren-TAG Porsche | Resoconto |
| 3  | Gran Premio del Belgio        | Zolder         | Michele Alboreto | René Arnoux                    | Michele Alboreto | Ferrari             | Resoconto |
| 4  | Gran Premio di San Marino     | Imola          | Nelson Piquet    | Nelson Piquet                  | Alain Prost      | McLaren-TAG Porsche | Resoconto |
| 5  | Gran Premio di Francia        | Digione        | Patrick Tambay   | Alain Prost                    | Niki Lauda       | McLaren-TAG Porsche | Resoconto |
| 6  | Gran Premio di Monaco         | Montecarlo     | Alain Prost      | Ayrton Senna                   | Alain Prost      | McLaren-TAG Porsche | Resoconto |
| 7  | Gran Premio del Canada        | Montreal       | Nelson Piquet    | Nelson Piquet                  | Nelson Piquet    | Brabham-BMW         | Resoconto |
| 8  | Gran Premio di Detroit        | Detroit        | Nelson Piquet    | Derek Warwick                  | Nelson Piquet    | Brabham-BMW         | Resoconto |
| 9  | Gran Premio degli Stati Uniti | Dallas         | Nigel Mansell    | Niki Lauda                     | Keke Rosberg     | Williams-Honda      | Resoconto |
| 10 | Gran Premio di Gran Bretagna  | Brands Hatch   | Nelson Piquet    | Niki Lauda                     | Niki Lauda       | McLaren-TAG Porsche | Resoconto |
| 11 | Gran Premio di Germania       | Hockenheimring | Alain Prost      | Alain Prost                    | Alain Prost      | McLaren-TAG Porsche | Resoconto |
| 12 | Gran Premio d'Austria         | Österreichring | Nelson Piquet    | Niki Lauda                     | Niki Lauda       | McLaren-TAG Porsche | Resoconto |
| 13 | Gran Premio d'Olanda          | Zandvoort      | Alain Prost      | René Arnoux                    | Alain Prost      | McLaren-TAG Porsche | Resoconto |
| 14 | Gran Premio d'Italia          | Monza          | Nelson Piquet    | Niki Lauda                     | Niki Lauda       | McLaren-TAG Porsche | Resoconto |
| 15 | Gran Premio d'Europa          | Nürburgring    | Nelson Piquet    | Nelson Piquet Michele Alboreto | Alain Prost      | McLaren-TAG Porsche | Resoconto |
| 16 | Gran Premio del Portogallo    | Estoril        | Nelson Piquet    | Niki Lauda                     | Alain Prost      | McLaren-TAG Porsche | Resoconto |

### Risultati delle qualifiche
| Nº | Pilota             | BRA | SAF | BEL | RSM | FRA | MON | CAN | USE | USA | GBR | GER | AUT | OLA | ITA | EUR | POR |
| -- | ------------------ | --- | --- | --- | --- | --- | --- | --- | --- | --- | --- | --- | --- | --- | --- | --- | --- |
| 1  | Nelson Piquet      | 7   | 1   | 9   | 1   | 3   | 9   | 1   | 1   | 12  | 1   | 5   | 1   | 2   | 1   | 1   | 1   |
| 2  | Teo Fabi           | 16  | 6   | 18  | 9   | 18  |     |     | 23  |     | 14  | 8   | 7   | 10  | 5   | 10  |     |
| 2  | Corrado Fabi       |     |     |     |     |     | 15  | 16  |     | 11  |     |     |     |     |     |     |     |
| 2  | Manfred Winkelhock |     |     |     |     |     |     |     |     |     |     |     |     |     |     |     | 19  |
| 3  | Martin Brundle     | 19  | 26  | 22  | 22  | 24  | NQ  | 21  | 11  | NQ  |     |     |     |     |     |     |     |
| 3  | Stefan Johansson   |     |     |     |     |     |     |     |     |     | 25  | 26  | NQ  | 25  |     |     |     |
| 4  | Stefan Bellof      | 23  | 25  | 21  | 21  | 21  | 20  | 22  | 16  | 17  | 26  |     | NQ  | 24  |     |     |     |
| 4  | Mike Thackwell     |     |     |     |     |     |     |     |     |     |     | NQ  |     |     |     |     |     |
| 5  | Jacques Laffite    | 13  | 11  | 15  | 15  | 12  | 16  | 17  | 19  | 25  | 16  | 12  | 11  | 8   | 13  | 14  | 15  |
| 6  | Keke Rosberg       | 9   | 2   | 3   | 3   | 4   | 10  | 15  | 21  | 8   | 5   | 19  | 9   | 7   | 6   | 4   | 4   |
| 7  | Alain Prost        | 4   | P   | 8   | 2   | 5   | 1   | 2   | 2   | 7   | 2   | 1   | 2   | 1   | 2   | 2   | 2   |
| 8  | Niki Lauda         | 6   | 8   | 14  | 5   | 9   | 8   | 8   | 10  | 5   | 3   | 7   | 4   | 6   | 4   | 15  | 11  |
| 9  | Philippe Alliot    | 25  | 22  | NQ  | 23  | 22  | NQ  | 26  | 20  | 24  | 24  | 22  | 25  | 26  | 23  | 25  | 27  |
| 10 | Jonathan Palmer    | 26  | 21  | 26  | 25  | 21  | NQ  |     | 24  | 25  | 23  | 25  | 24  | 22  | 26  | 21  | 26  |
| 10 | Mike Thackwell     |     |     |     |     |     |     | 25  |     |     |     |     |     |     |     |     |     |
| 11 | Elio De Angelis    | 1   | 7   | 5   | 11  | 2   | 11  | 3   | 5   | 2   | 4   | 2   | 3   | 3   | 3   | 23  | 5   |
| 12 | Nigel Mansell      | 5   | 3   | 10  | 18  | 6   | 2   | 7   | 3   | 1   | 8   | 16  | 8   | 12  | 7   | 8   | 6   |
| 14 | Manfred Winkelhock | 14  | 12  | 6   | 7   | 8   | 12  | 12  | 14  | 13  | 11  | 13  | 14  | 16  | 21  |     |     |
| 14 | Gerhard Berger     |     |     |     |     |     |     |     |     |     |     |     |     |     |     |     | 23  |
| 15 | Patrick Tambay     | 8   | 4   | 12  | 14  | 1   | 6   |     | 9   | 10  | 10  | 4   | 5   | 5   | 8   | 3   | 7   |
| 16 | Derek Warwick      | 3   | 9   | 4   | 4   | 7   | 5   | 4   | 6   | 3   | 6   | 3   | 6   | 4   | 12  | 7   | 9   |
| 17 | Marc Surer         | 24  | 23  | 24  | 16  | 19  | NQ  | 23  | 22  | 22  | 15  | 14  | 19  | 19  | 15  | 16  | 16  |
| 18 | Thierry Boutsen    | 20  | 26  | 17  | 20  | 14  | NQ  | 18  | 13  | 20  | 12  | 15  | 17  | 11  | 19  | 11  | 18  |
| 19 | Ayrton Senna       | 16  | 13  | 19  | NQ  | 13  | 13  | 9   | 7   | 6   | 7   | 9   | 10  | 13  |     | 12  | 3   |
| 19 | Stefan Johansson   |     |     |     |     |     |     |     |     |     |     |     |     |     | 17  |     |     |
| 20 | Johnny Cecotto     | 17  | 19  | 16  | 19  | 18  | 18  | 20  | 17  | 15  |     |     |     |     |     |     |     |
| 20 | Pierluigi Martini  |     |     |     |     |     |     |     |     |     |     |     |     |     | NQ  |     |     |
| 20 | Stefan Johansson   |     |     |     |     |     |     |     |     |     |     |     |     |     |     | 26  | 10  |
| 21 | Mauro Baldi        | 23  | 20  | 25  | 24  | 24  | NQ  |     |     |     |     |     |     |     |     | 24  | 25  |
| 21 | Huub Rothengatter  |     |     |     |     |     |     | 24  | NQ  | 23  | 22  | 24  | 26  | 27  | 25  |     |     |
| 22 | Riccardo Patrese   | 11  | 18  | 7   | 10  | 15  | 14  | 14  | 25  | 21  | 17  | 20  | 13  | 18  | 9   | 9   | 12  |
| 23 | Eddie Cheever      | 12  | 16  | 11  | 8   | 16  | NQ  | 11  | 8   | 14  | 18  | 18  | 16  | 17  | 10  | 13  | 14  |
| 24 | Piercarlo Ghinzani | 21  | 20  | 20  |     | 25  | 19  | 19  | 26  | 18  | 21  | 21  | 23  | 21  | 22  | 20  | 22  |
| 25 | François Hesnault  | 19  | 17  | 23  | 17  | 12  | 17  | 13  | 18  | 19  | 20  | 17  | 21  | 20  | 18  | 19  | 21  |
| 26 | Andrea De Cesaris  | 14  | 14  | 13  | P   | 26  | 7   | 10  | 12  | 16  | 19  | 11  | 18  | 14  | 16  | 17  | 20  |
| 27 | Michele Alboreto   | 2   | 10  | 1   | 13  | 10  | 4   | 6   | 4   | 9   | 9   | 6   | 12  | 9   | 11  | 5   | 8   |
| 28 | René Arnoux        | 10  | 15  | 2   | 6   | 11  | 3   | 5   | 15  | 4   | 13  | 10  | 15  | 15  | 14  | 6   | 17  |
| 30 | Jo Gartner         |     |     |     | 26  |     |     |     |     |     | 27  | 23  | 22  | 23  | 24  | 22  | 24  |
| 31 | Gerhard Berger     |     |     |     |     |     |     |     |     |     |     |     | 20  |     | 20  | 18  |     |
| 33 | Philippe Streiff   |     |     |     |     |     |     |     |     |     |     |     |     |     |     |     | 13  |
| Nº | Pilota             | BRA | SAF | BEL | RSM | FRA | MON | CAN | USE | USA | GBR | GER | AUT | OLA | ITA | EUR | POR |

## Classifiche

### Classifica Piloti
I punti erano attribuiti con il seguente metodo: 9 al primo classificato, 6 al secondo, 4 al terzo, 3 al quarto, 2 al quinto e 1 al sesto. Per l'assegnazione del Campionato erano validi gli 11 migliori risultati.
(Legenda) (risultati in grassetto indicano la pole position, risultati in corsivo indicano il giro veloce)
| Pos. | Pilota             |     |     |     |     |     |     |     |     |     |     |     |     |     |     |     |     | Punti |
| ---- | ------------------ | --- | --- | --- | --- | --- | --- | --- | --- | --- | --- | --- | --- | --- | --- | --- | --- | ----- |
| 1    | Niki Lauda         | Rit | 1   | Rit | Rit | 1   | Rit | 2   | Rit | Rit | 1   | 2   | 1   | 2   | 1   | 4   | 2   | 72    |
| 2    | Alain Prost        | 1   | 2   | Rit | 1   | 7   | 1   | 3   | 4   | Rit | Rit | 1   | Rit | 1   | Rit | 1   | 1   | 71,5  |
| 3    | Elio De Angelis    | 3   | 7   | 5   | 3*  | 5   | 5   | 4   | 2   | 3   | 4   | Rit | Rit | 4   | Rit | Rit | 5   | 34    |
| 4    | Michele Alboreto   | Rit | 11* | 1   | Rit | Rit | 6   | Rit | Rit | Rit | 5   | Rit | 3   | Rit | 2   | 2   | 4   | 30,5  |
| 5    | Nelson Piquet      | Rit | Rit | 9*  | Rit | Rit | Rit | 1   | 1   | Rit | 7   | Rit | 2   | Rit | Rit | 3   | 6   | 29    |
| 6    | René Arnoux        | Rit | Rit | 3   | 2   | 4   | 3   | 5   | Rit | 2   | 6   | 6   | 7   | 11* | Rit | 5   | 9   | 27    |
| 7    | Derek Warwick      | Rit | 3   | 2   | 4   | Rit | Rit | Rit | Rit | Rit | 2   | 3   | Rit | Rit | Rit | 11* | Rit | 23    |
| 8    | Keke Rosberg       | 2   | Rit | 4*  | Rit | 6   | 4   | Rit | Rit | 1   | Rit | Rit | Rit | 8*  | Rit | Rit | Rit | 20,5  |
| 9    | Ayrton Senna       | Rit | 6   | 6   | NQ  | Rit | 2   | 7   | Rit | Rit | 3   | Rit | Rit | Rit |     | Rit | 3   | 13    |
| 10   | Nigel Mansell      | Rit | Rit | Rit | Rit | 3   | Rit | 6   | Rit | 6*  | Rit | 4   | Rit | 3   | Rit | Rit | Rit | 13    |
| 11   | Patrick Tambay     | 5*  | Rit | 7   | Rit | 2   | Rit |     | Rit | Rit | 8*  | 5   | Rit | 6   | Rit | Rit | 7   | 11    |
| 12   | Teo Fabi           | Rit | Rit | Rit | Rit | 9   |     |     | 3   |     | Rit | Rit | 4   | 5   | Rit | Rit |     | 9     |
| 13   | Riccardo Patrese   | Rit | 4   | Rit | Rit | Rit | Rit | Rit | Rit | Rit | 12  | Rit | 10* | Rit | 3   | 6   | 8   | 8     |
| 14   | Jacques Laffite    | Rit | Rit | Rit | Rit | 8   | 8   | Rit | 5   | 4   | Rit | Rit | Rit | Rit | Rit | Rit | 14  | 5     |
| 15   | Thierry Boutsen    | 6   | 12  | Rit | 5   | 11  | NQ  | Rit | Rit | Rit | Rit | Rit | 5   | Rit | 10  | 9*  | Rit | 5     |
| 16   | Eddie Cheever      | 4   | Rit | Rit | 7*  | Rit | NQ  | 11* | Rit | Rit | Rit | Rit | Rit | 13* | 9*  | Rit | 17  | 3     |
| 17   | Stefan Johansson   |     |     |     |     |     |     |     |     |     | SQ  | SQ  | NQ  | SQ  | 4   | Rit | 11  | 3     |
| 18   | Andrea De Cesaris  | Rit | 5   | Rit | 6*  | 10  | Rit | Rit | Rit | Rit | 10  | 7   | Rit | Rit | Rit | 7   | 12  | 3     |
| 19   | Piercarlo Ghinzani | Rit | NP  | Rit | NQ  | 12  | 7   | Rit | Rit | 5   | 9   | Rit | Rit | Rit | 7*  | Rit | Rit | 2     |
| 20   | Marc Surer         | 7   | 9   | 8   | Rit | Rit | NQ  | Rit | Rit | Rit | 11  | Rit | 6   | Rit | Rit | Rit | Rit | 1     |
| -    | Jo Gartner         |     |     |     | Rit | NA  |     |     |     |     | Rit | Rit | Rit | 12  | 5   | Rit | 16* | 0**   |
| -    | Gerhard Berger     |     |     |     |     |     |     |     |     |     |     |     | 12* |     | 6   | Rit | 13  | 0**   |
| -    | François Hesnault  | Rit | 10  | Rit | Rit | NP  | Rit | Rit | Rit | Rit | Rit | 8   | 8   | 7   | Rit | 10  | Rit | 0     |
| -    | Corrado Fabi       |     |     |     |     |     | Rit | Rit |     | 7   |     |     |     |     |     |     |     | 0     |
| -    | Mauro Baldi        | Rit | 8   | Rit | 8   | Rit | NQ  |     |     |     |     |     |     |     |     | 8   | 15  | 0     |
| -    | Manfred Winkelhock | ES  | Rit | Rit | Rit | Rit | Rit | 8   | Rit | 8   | Rit | Rit | NP  | Rit | NP  |     | 10  | 0     |
| -    | Jonathan Palmer    | 8   | Rit | 10  | 9   | 13  | NQ  |     | Rit | Rit | Rit | Rit | 9   | 9   | Rit | Rit | Rit | 0     |
| -    | Huub Rothengatter  |     |     |     |     |     |     | NC  | NQ  | Rit | NC  | 9   | NC  | Rit | 8   |     | ES  | 0     |
| -    | Johnny Cecotto     | Rit | Rit | Rit | NC  | Rit | Rit | 9   | Rit | Rit | SP  |     |     |     |     |     |     | 0     |
| -    | Philippe Alliot    | Rit | Rit | NQ  | Rit | Rit | NQ  | 10  | Rit | NP  | Rit | Rit | 11  | 10  | Rit | Rit | Rit | 0     |
| -    | Stefan Bellof      | SQ  | Rit | SQ  | SQ  | SQ  | SQ  | SQ  | SQ  | Rit | SQ  |     | SQ  | SQ  |     |     | NA  | 0     |
| -    | Martin Brundle     | SQ  | Rit | SQ  | SQ  | SQ  | NQ  | SQ  | SQ  | NQ  |     |     |     |     |     |     |     | 0     |
| -    | Mike Thackwell     |     |     |     |     |     |     | Rit |     |     |     | NQ  |     |     |     |     |     | 0     |
| -    | Philippe Streiff   |     |     |     |     |     |     |     |     |     |     |     |     |     |     |     | Rit | 0     |
| -    | Pierluigi Martini  |     |     |     |     |     |     |     |     |     |     |     |     |     | NQ  |     |     | 0     |
| -    | Pascal Fabre       |     |     |     |     |     |     |     |     |     |     |     |     |     |     | ES  |     | 0     |
| Pos. | Pilota             |     |     |     |     |     |     |     |     |     |     |     |     |     |     |     |     | Punti |

| Legenda | 1º posto     | 2º posto | 3º posto    | A punti         | Senza punti/Non class.  | Grassetto – Pole position Corsivo – Giro più veloce |
| Legenda | Squalificato | Ritirato | Non partito | Non qualificato | Solo prove/Terzo pilota | Grassetto – Pole position Corsivo – Giro più veloce |

* Indica quei piloti che non hanno terminato la gara ma sono ugualmente classificati avendo coperto, come previsto dal regolamento, almeno il 90% della distanza totale.
** Avendo iscritto una sola vettura a inizio campionato, i loro team non poterono contare i punti fatti segnare dalla seconda monoposto, non ritenuti validi nemmeno per la classifica piloti.
- Nel Gran Premio di Monaco  venne assegnata la metà dei punti previsti, in quanto la gara venne interrotta prima del raggiungimento del 75% della lunghezza prevista.

### Classifica Costruttori
Vengono sommati i punti delle prime due vetture al traguardo. I piazzamenti ottenuti dallo stesso costruttore con motori diversi sono conteggiati separatamente. Non vi sono scarti.
(Legenda) (risultati in grassetto indicano la pole position, risultati in corsivo indicano il giro veloce)
| Pos. | Costruttore           | Pilota       | BRA | SAF | BEL | RSM | FRA | MON | CAN | USE | USA | GBR | GER | AUT | OLA  | ITA | EUR | POR | Punti |
| ---- | --------------------- | ------------ | --- | --- | --- | --- | --- | --- | --- | --- | --- | --- | --- | --- | ---- | --- | --- | --- | ----- |
| 1    | McLaren-TAG Porsche   | Prost        | 1   | 2   | Rit | 1   | 7   | 1   | 3   | 4   | Rit | Rit | 1   | Rit | 1    | Rit | 1   | 1   | 143,5 |
| 1    | McLaren-TAG Porsche   | Lauda        | Rit | 1   | Rit | Rit | 1   | Rit | 2   | Rit | Rit | 1   | 2   | 1   | 2    | 1   | 4   | 2   | 143,5 |
| 2    | Ferrari               | Alboreto     | Rit | 11* | 1   | Rit | Rit | 6   | Rit | Rit | Rit | 5   | Rit | 3   | Rit  | 2   | 2   | 4   | 57,5  |
| 2    | Ferrari               | Arnoux       | Rit | Rit | 3   | 2   | 4   | 3   | 5   | Rit | 2   | 6   | 6   | 7   | 11 * | Rit | 5   | 9   | 57,5  |
| 3    | Lotus-Renault         | De Angelis   | 3   | 7   | 5   | 3*  | 5   | 5   | 4   | 2   | 3   | 4   | Rit | Rit | 4    | Rit | Rit | 5   | 47    |
| 3    | Lotus-Renault         | Mansell      | Rit | Rit | Rit | Rit | 3   | Rit | 6   | Rit | 6 * | Rit | 4   | Rit | 3    | Rit | Rit | Rit | 47    |
| 4    | Brabham-BMW           | Piquet       | Rit | Rit | 9*  | Rit | Rit | Rit | 1   | 1   | Rit | 7   | Rit | 2   | Rit  | Rit | 3   | 6   | 38    |
| 4    | Brabham-BMW           | T. Fabi      | Rit | Rit | Rit | Rit | 9   |     |     | 3   |     | Rit | Rit | 4   | 5    | Rit | Rit |     | 38    |
| 4    | Brabham-BMW           | C. Fabi      |     |     |     |     |     | Rit | Rit |     | 7   |     |     |     |      |     |     |     | 38    |
| 4    | Brabham-BMW           | Winkelhock   |     |     |     |     |     |     |     |     |     |     |     |     |      |     |     | 10  | 38    |
| 5    | Renault               | Tambay       | 5*  | Rit | 7   | Rit | 2   | Rit |     | Rit | Rit | 8*  | 5   | Rit | 6    | Rit | Rit | 7   | 34    |
| 5    | Renault               | Warwick      | Rit | 3   | 2   | 4   | Rit | Rit | Rit | Rit | Rit | 2   | 3   | Rit | Rit  | Rit | 11* | Rit | 34    |
| 5    | Renault               | Streiff      |     |     |     |     |     |     |     |     |     |     |     |     |      |     |     | Rit | 34    |
| 6    | Williams-Honda        | Laffite      | Rit | Rit | Rit | Rit | 8   | 8   | Rit | 5   | 4   | Rit | Rit | Rit | Rit  | Rit | Rit | 14  | 25,5  |
| 6    | Williams-Honda        | Rosberg      | 2   | Rit | 4*  | Rit | 6   | 4   | Rit | Rit | 1   | Rit | Rit | Rit | 8*   | Rit | Rit | Rit | 25,5  |
| 7    | Toleman-Hart          | Senna        | Rit | 6   | 6   | NQ  | Rit | 2   | 7   | Rit | Rit | 3   | Rit | Rit | Rit  |     | Rit | 3   | 16    |
| 7    | Toleman-Hart          | Cecotto      | Rit | Rit | Rit | NC  | Rit | Rit | 9   | Rit | Rit | SP  |     |     |      |     |     |     | 16    |
| 7    | Toleman-Hart          | Johansson    |     |     |     |     |     |     |     |     |     |     |     |     |      | 4   | Rit | 11  | 16    |
| 7    | Toleman-Hart          | Martini      |     |     |     |     |     |     |     |     |     |     |     |     |      | NQ  |     |     | 16    |
| 8    | Alfa Romeo            | Patrese      | Rit | 4   | Rit | Rit | Rit | Rit | Rit | Rit | Rit | 12  | Rit | 10* | Rit  | 3   | 6   | 8   | 11    |
| 8    | Alfa Romeo            | Cheever      | 4   | Rit | Rit | 7*  | Rit | NQ  | 11* | Rit | Rit | Rit | Rit | Rit | 13*  | 9*  | Rit | 17  | 11    |
| 9    | Ligier-Renault        | Hesnault     | Rit | 10  | Rit | Rit | NP  | Rit | Rit | Rit | Rit | Rit | 8   | 8   | 7    | Rit | 10  | Rit | 3     |
| 9    | Ligier-Renault        | De Cesaris   | Rit | 5   | Rit | 6*  | 10  | Rit | Rit | Rit | Rit | 10  | 7   | Rit | Rit  | Rit | 7   | 12  | 3     |
| 10   | Arrows-Ford Cosworth  | Surer        | 7   | 9   | 8   |     | Rit | NQ  | Rit | Rit |     |     |     |     |      |     |     |     | 3     |
| 10   | Arrows-Ford Cosworth  | Boutsen      | 6   | 12  |     | 5   |     |     |     |     |     |     |     |     |      |     |     |     | 3     |
| 11   | Arrows-BMW            | Surer        |     |     |     | Rit |     |     |     |     | Rit | 11  | Rit | 6   | Rit  | Rit | Rit | Rit | 3     |
| 11   | Arrows-BMW            | Boutsen      |     |     | Rit |     | 11  | NQ  | Rit | Rit | Rit | Rit | Rit | 5   | Rit  | 10  | 9*  | Rit | 3     |
| 12   | Osella-Alfa Romeo     | Ghinzani     | Rit | NP  | Rit | NQ  | 12  | 7   | Rit | Rit | 5   | 9   | Rit | Rit | Rit  | 7*  | Rit | Rit | 2     |
| 12   | Osella-Alfa Romeo     | Gartner      |     |     |     | Rit |     |     |     |     |     | Rit | Rit | Rit | 12   | 5** | Rit | 16* | 2     |
| —    | ATS-BMW               | Winkelhock   | ES  | Rit | Rit | Rit | Rit | Rit | 8   | Rit | 8   | Rit | Rit | NP  | Rit  | NP  |     |     | 0     |
| —    | ATS-BMW               | Berger       |     |     |     |     |     |     |     |     |     |     |     | 12* |      | 6** | Rit | 13  | 0     |
| —    | Spirit-Hart           | Baldi        | Rit | 8   | Rit | 8   | Rit | NQ  |     |     |     |     |     |     |      |     | 8   | 15  | 0     |
| —    | Spirit-Hart           | Rothengatter |     |     |     |     |     |     | NC  |     | Rit | NC  | 9   | NC  | Rit  | 8   |     | ES  | 0     |
| —    | Spirit-Hart           | Fabre        |     |     |     |     |     |     |     |     |     |     |     |     |      |     | ES  |     | 0     |
| —    | RAM-Hart              | Alliot       | Rit | Rit | NQ  | Rit | Rit | NQ  | 10  | Rit | NP  | Rit | Rit | 11  | 10   | Rit | Rit | Rit | 0     |
| —    | RAM-Hart              | Palmer       | 8   | Rit | 10  | 9   | 13  | NQ  |     | Rit | Rit | Rit | Rit | 9   | 9    | Rit | Rit | Rit | 0     |
| —    | RAM-Hart              | Thackwell    |     |     |     |     |     |     | Rit |     |     |     |     |     |      |     |     |     | 0     |
| —    | Spirit-Ford Cosworth  | Rothengatter |     |     |     |     |     |     |     | NQ  |     |     |     |     |      |     |     |     | 0     |
| SQ   | Tyrrell-Ford Cosworth | Brundle      | SQ  | SQ  | SQ  | SQ  | SQ  | NQ  | SQ  | SQ  | NQ  |     |     |     |      |     |     |     | 0     |
| SQ   | Tyrrell-Ford Cosworth | Bellof       | SQ  | SQ  | SQ  | SQ  | SQ  | SQ  | SQ  | SQ  | SQ  | SQ  |     | ES  | SQ   |     |     |     | 0     |
| SQ   | Tyrrell-Ford Cosworth | Johansson    |     |     |     |     |     |     |     |     |     | SQ  | SQ  | NQ  | SQ   |     |     |     | 0     |
| SQ   | Tyrrell-Ford Cosworth | Thackwell    |     |     |     |     |     |     |     |     |     |     | NQ  |     |      |     |     |     | 0     |
| Pos  | Costruttore           | Pilota       | BRA | SAF | BEL | RSM | FRA | MON | CAN | USE | USA | GBR | GER | AUT | OLA  | ITA | EUR | POR | Punti |

* Indica quei piloti che non hanno terminato la gara ma sono ugualmente classificati avendo coperto, come previsto dal regolamento, almeno il 90% della distanza totale.
** Avendo iscritto una sola vettura a inizio campionato, i loro team non poterono contare i punti fatti segnare dalla seconda monoposto, non ritenuti validi nemmeno per la classifica piloti.
- Nel Gran Premio di Monaco  venne assegnata la metà dei punti previsti, in quanto la gara venne interrotta prima del raggiungimento del 75% della lunghezza prevista.